# Biserica de lemn din Bunești, Hunedoara

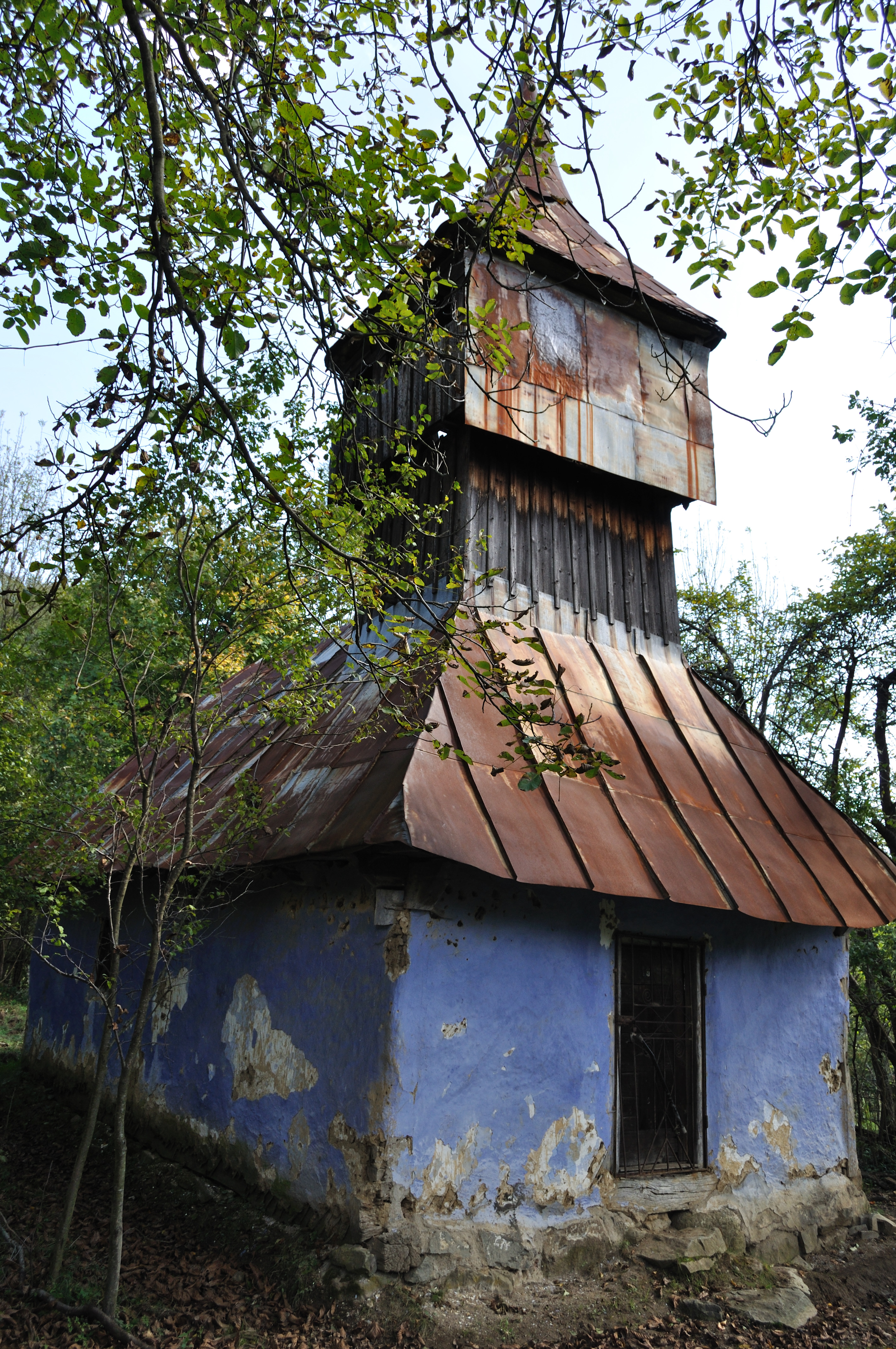
Biserica de lemn „Schimbarea la Față” din Bunești, județul Hunedoara, foto: septembrie 2010.

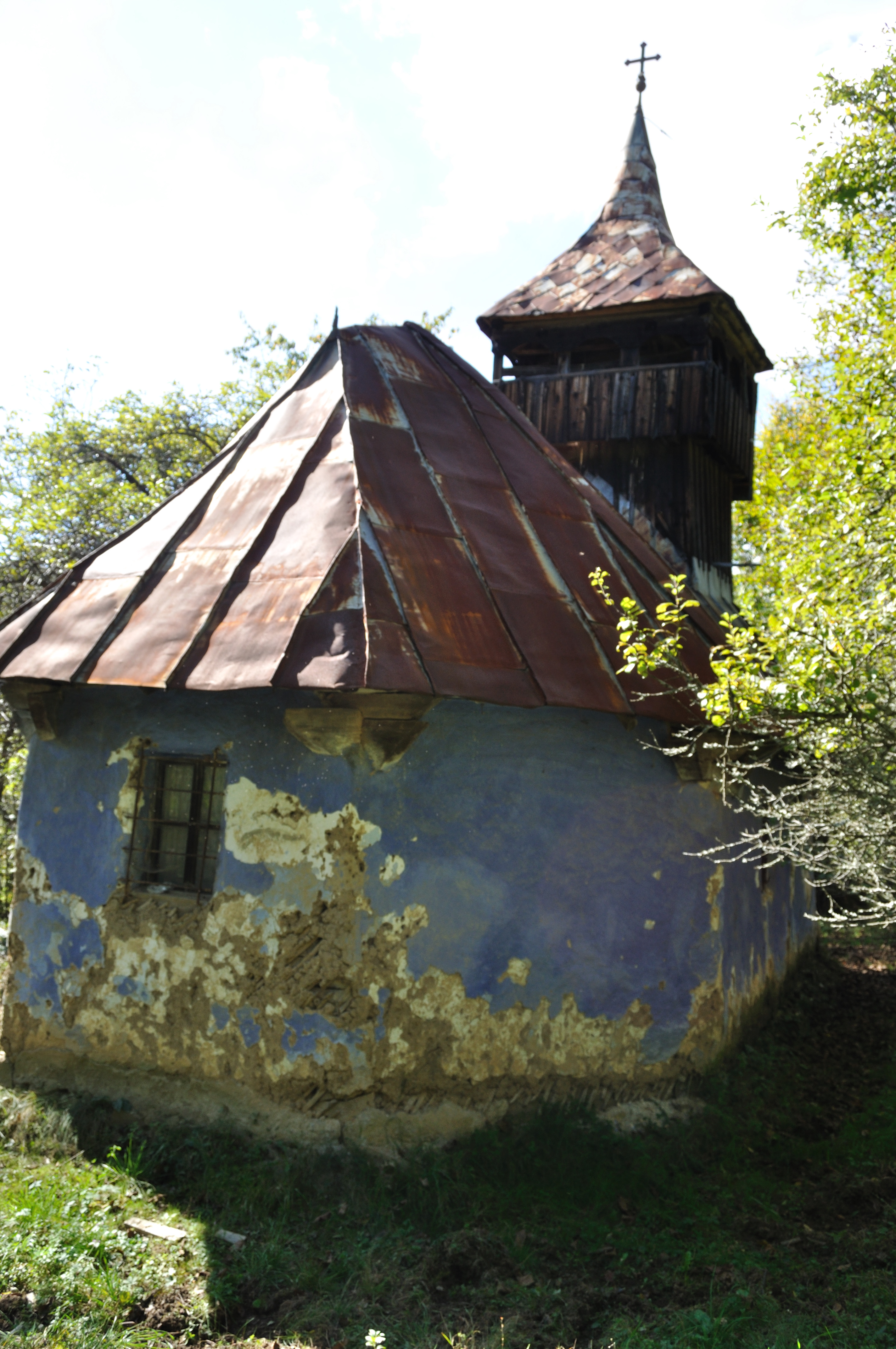
Biserica (est)

Biserica de lemn din Bunești, comuna Balșa, județul Hunedoara a fost ridicată în secolul XIX (1872). Are hramul „Schimbarea la Față”. Biserica nu se află pe noua listă a monumentelor istorice.

## Istoric și trăsături
Biserica cu hramul ,,Schimbarea la față’’ a fost ridicată în anul 1872. Pereții au forma dreptunghiulară, de dimensiuni modeste. Absida altarului este nedecroșată, poligonală cu trei laturi. Acoperișul este unitar pe conturul pereților și păstrează sub învelitoarea de tablă zincată, ruginită și ea, vechea învelitoare, atât în interior cât și la exterior. Clopotnița are foișorul în console și coif și este scundă . Biserica a avut în patrimoniu cărți vechi și icoane pe sticlă care au fost mutate la muzeul protopopiatului. 
Satul Bunești nu mai are nici un locuitor. Singurul semn al unei vieți cândva înfloritoare este biserica, ridicată pe un delușor, înconjurată de livezi de pomi fructiferi îmbătrânite și sălbăticite. Administratorul bisericuței de lemn, căreia de ani buni nu i-a mai trecut pragul un enoriaș, este șeful de post al comunei Balșa, care are cheile de la grilajul masiv de fier forjat menit a o proteja de singurele viețuitoare care hălăduiesc în voie iarna prin zonă: mistreții.

## Imagini din interior

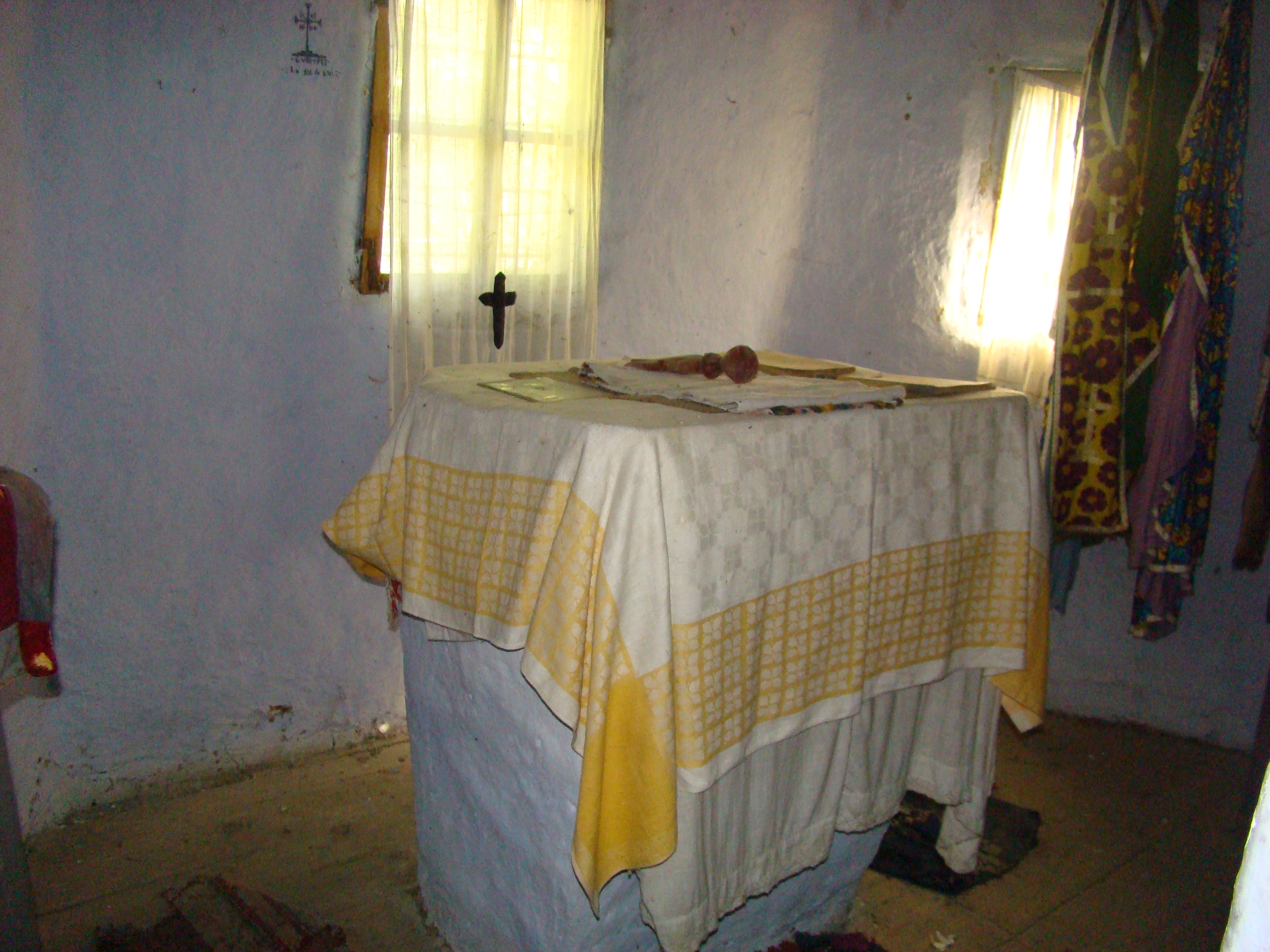
Masa altarului
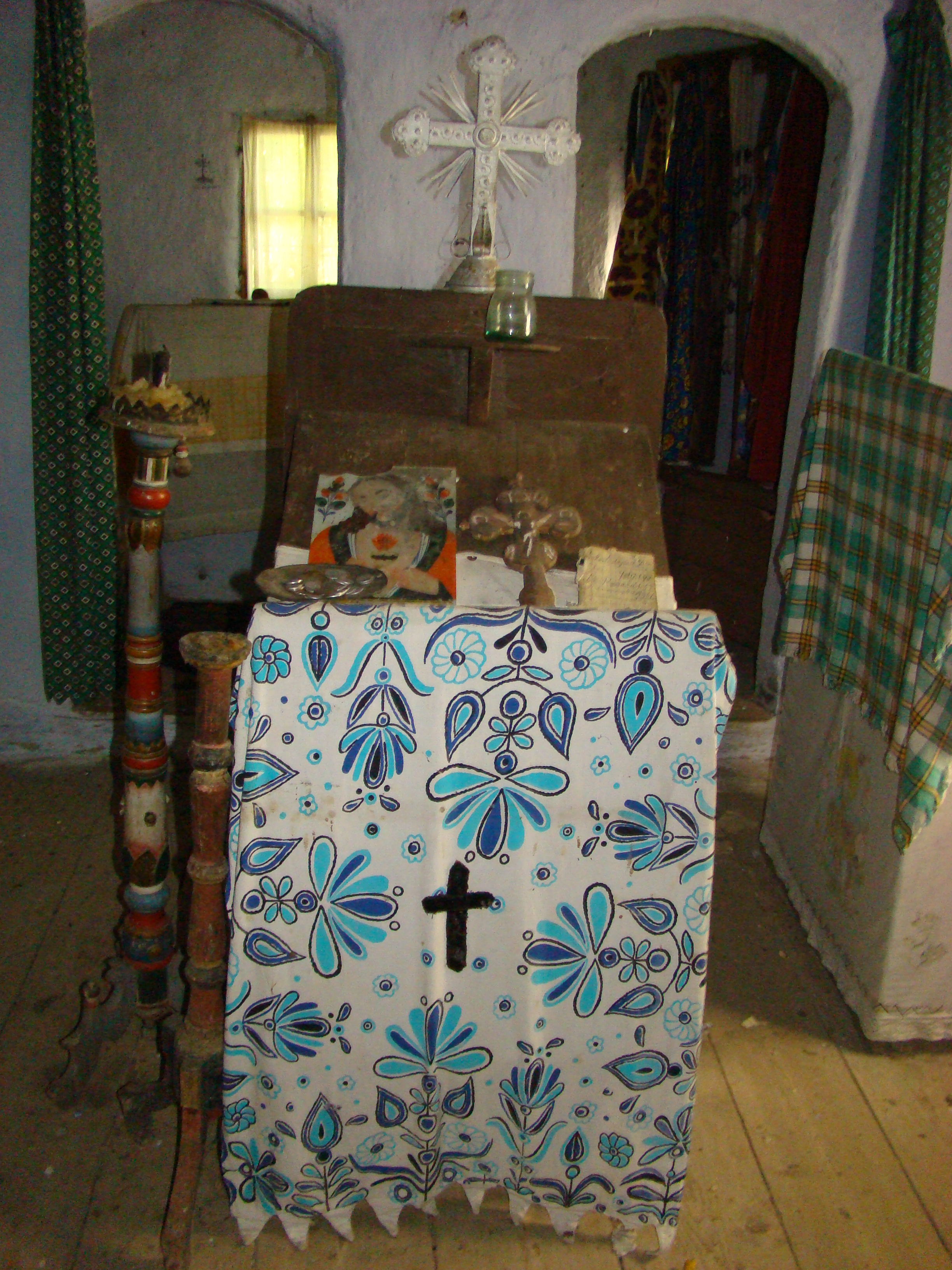
Tetrapod
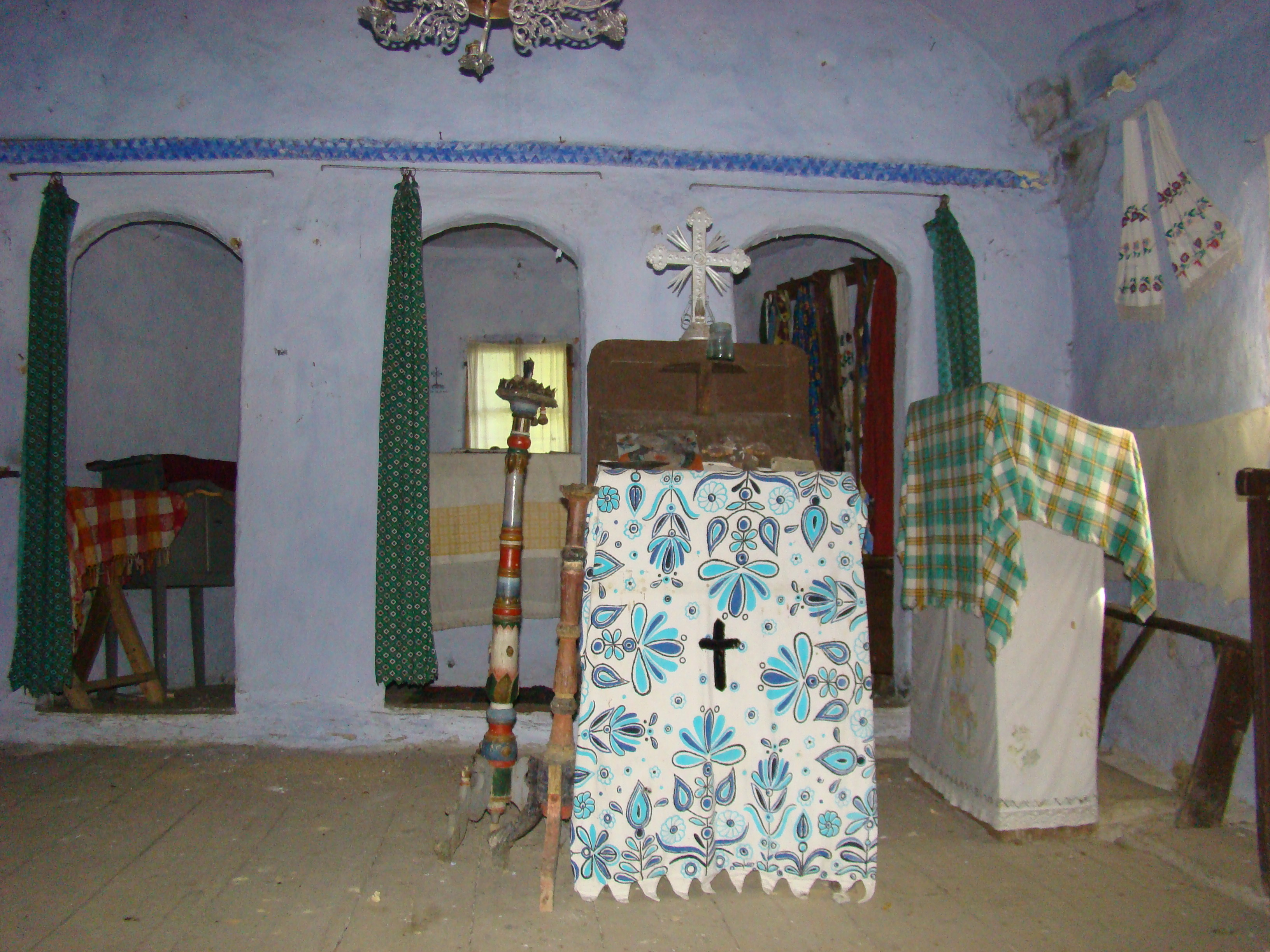
Interiorul navei
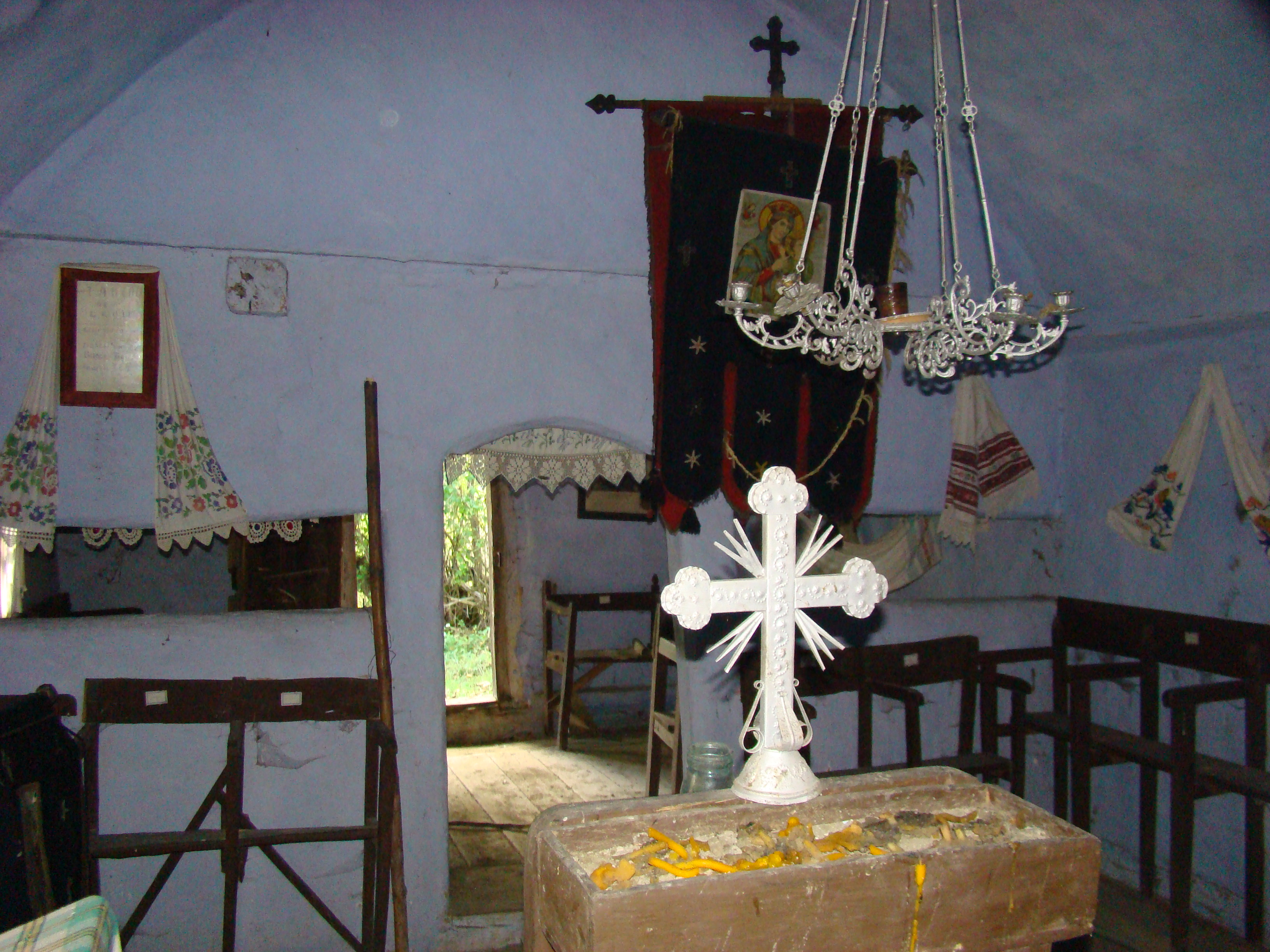
Interiorul navei
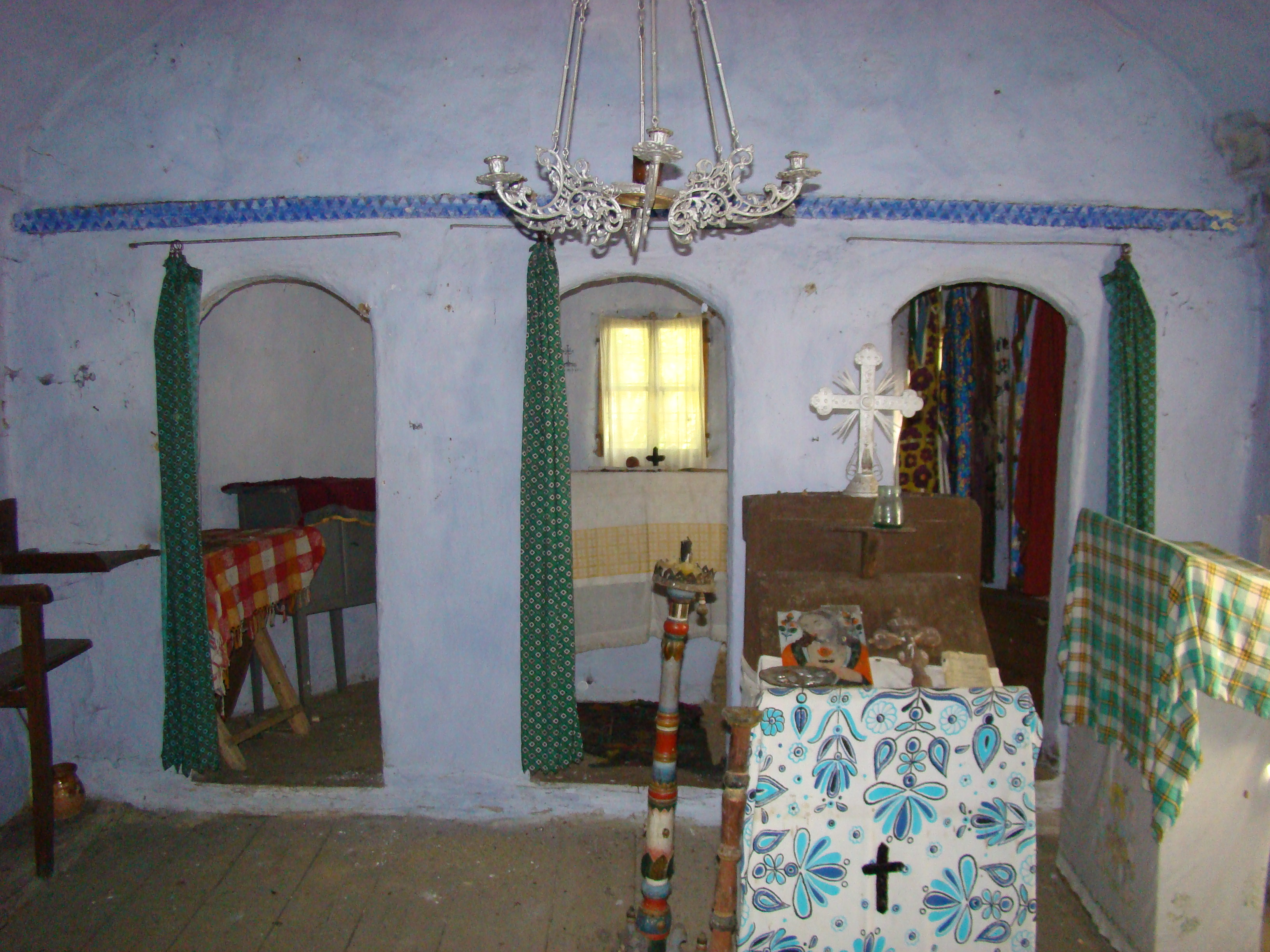
Interiorul navei
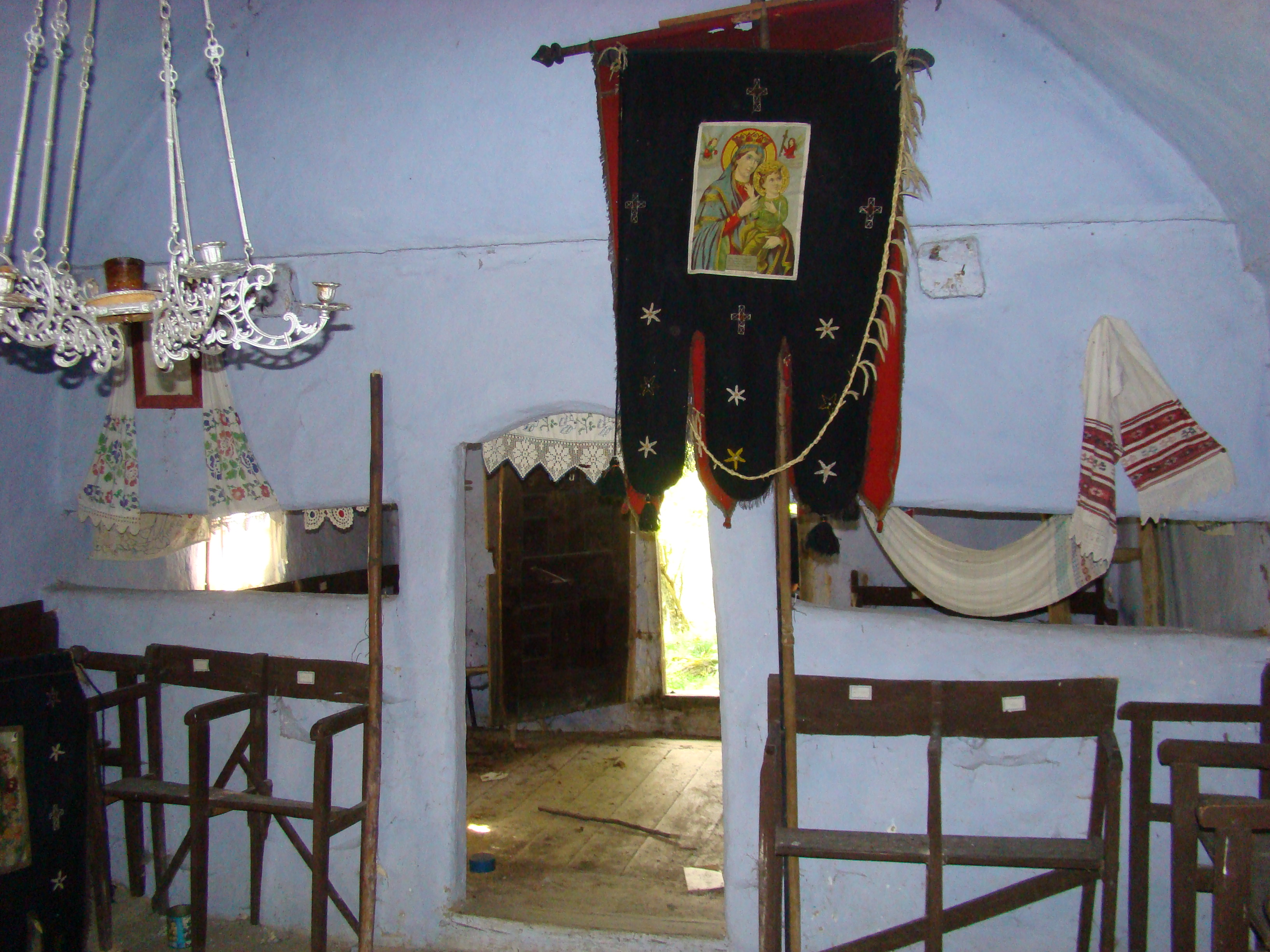
Trecerea din naos în pronaos
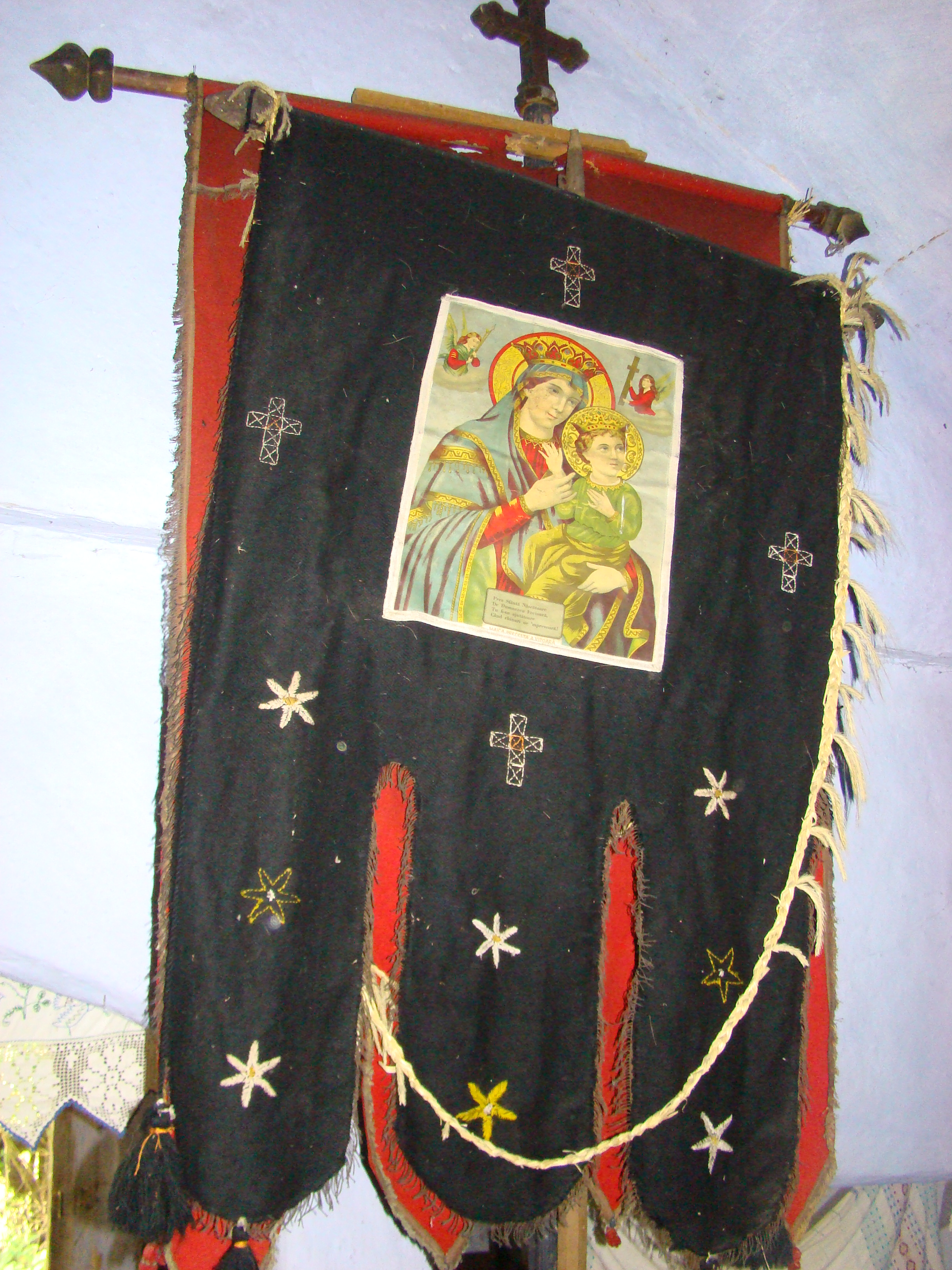
Prapur
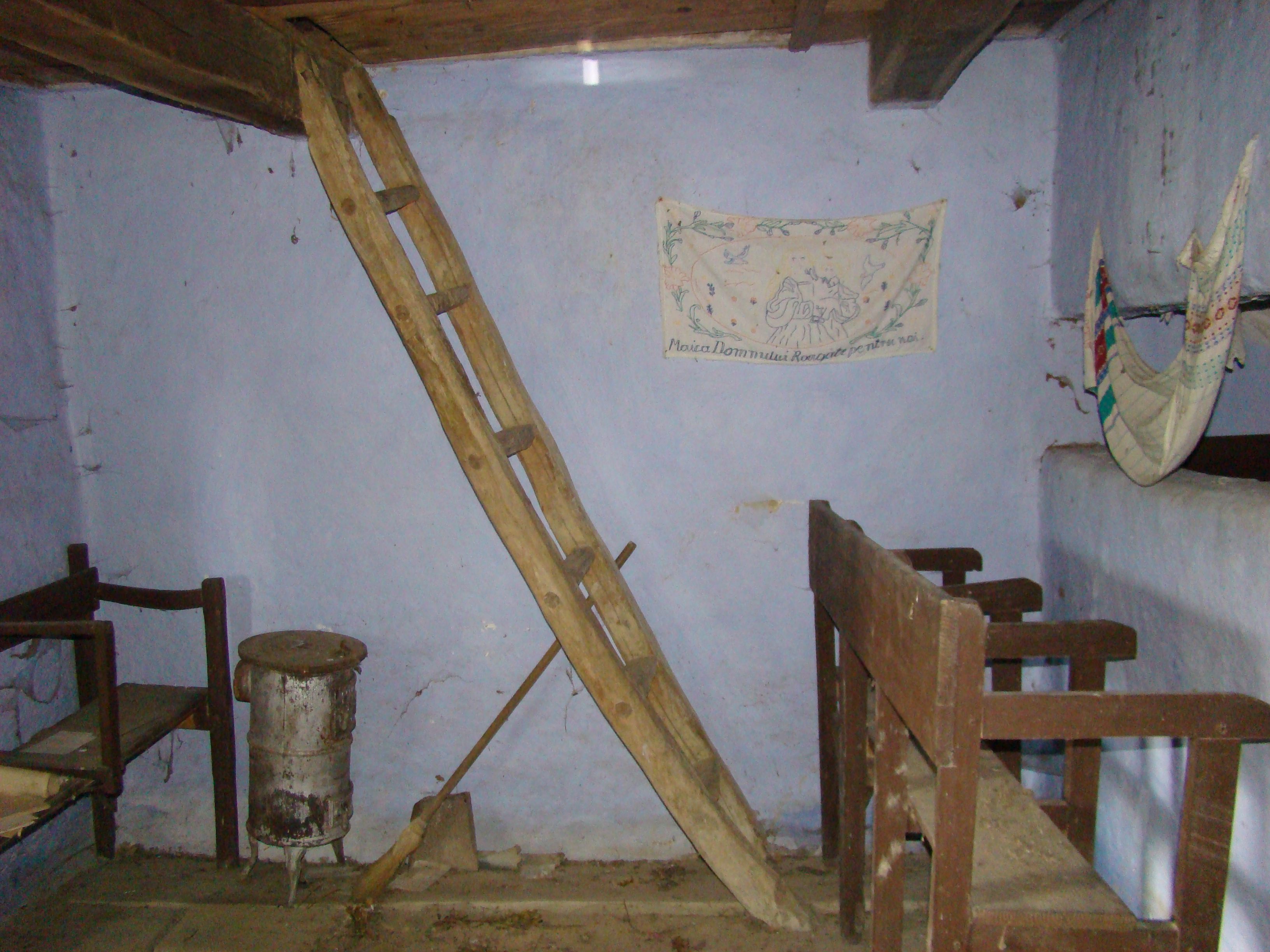
În pronaos

## Imagini din exterior

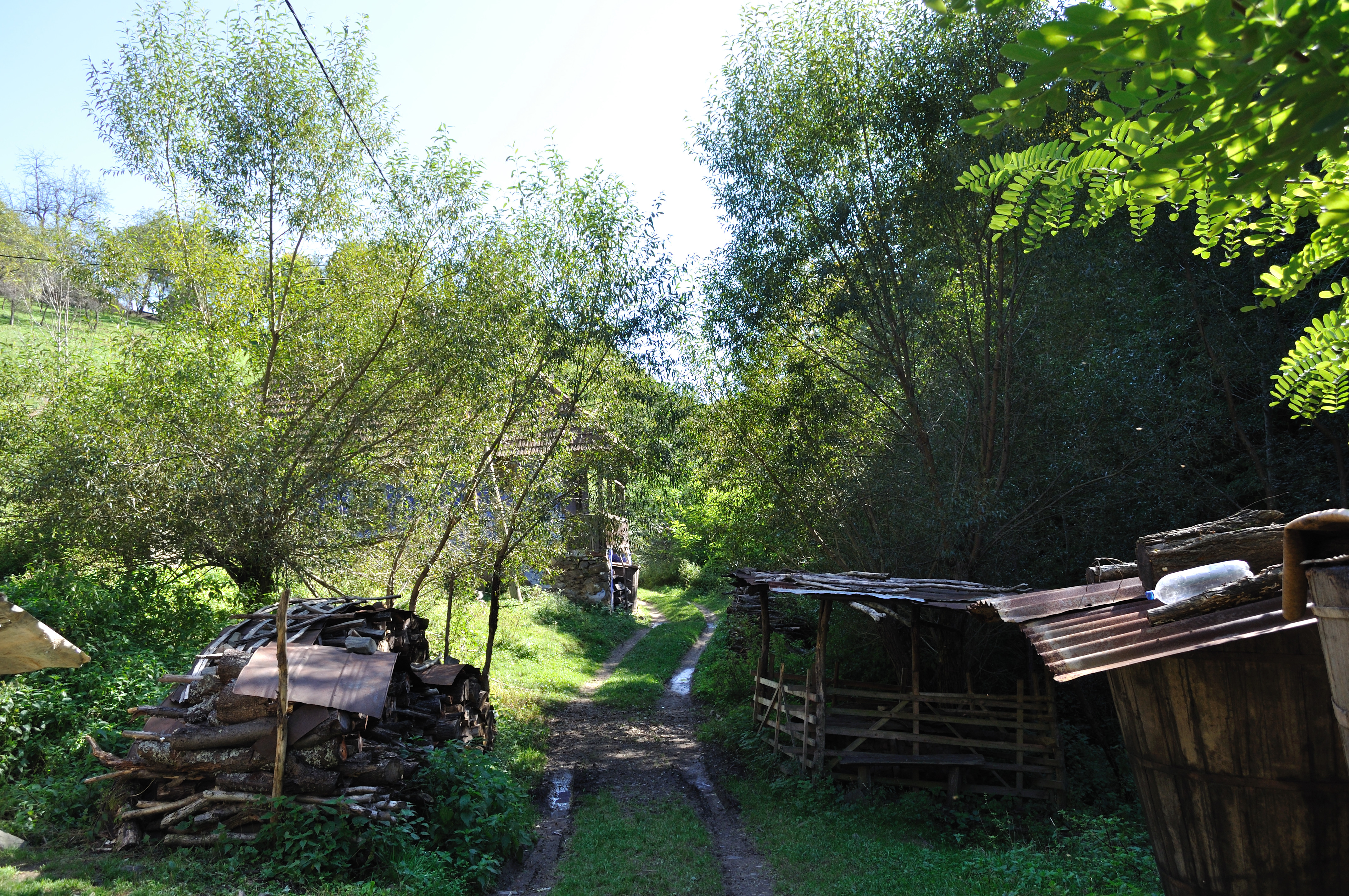
Drumul spre biserică
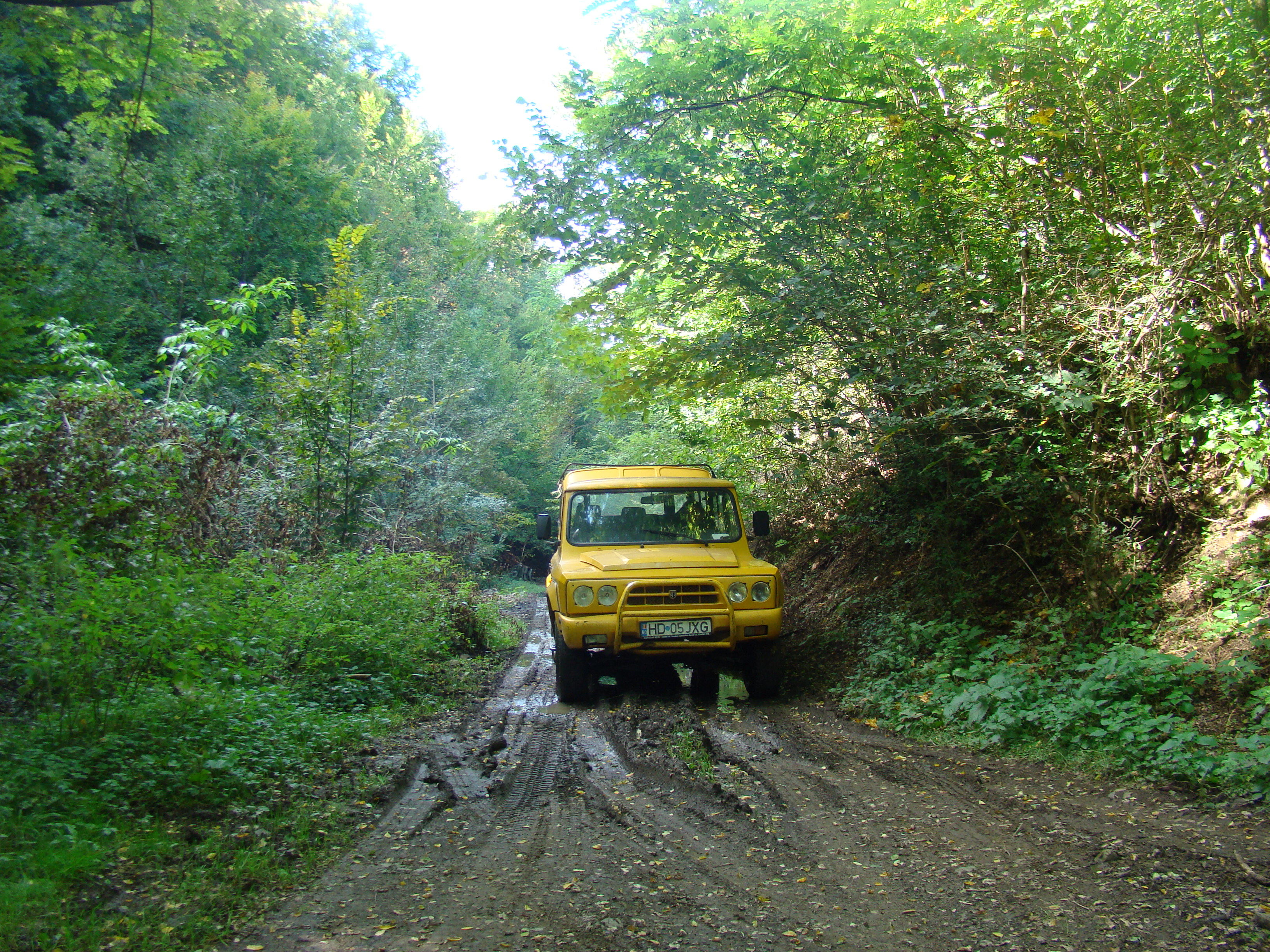
Drumul spre biserică
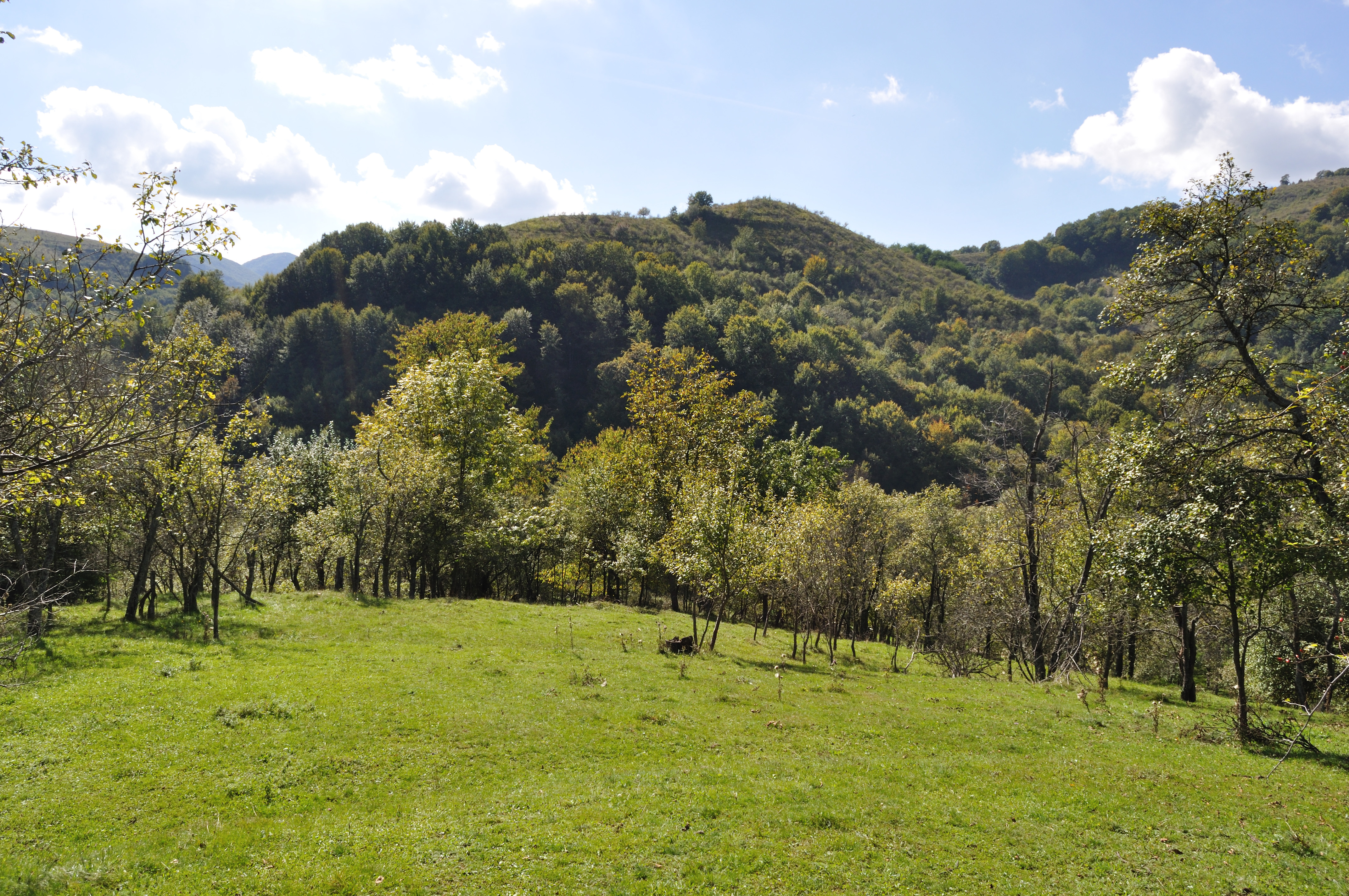
Drumul spre biserică
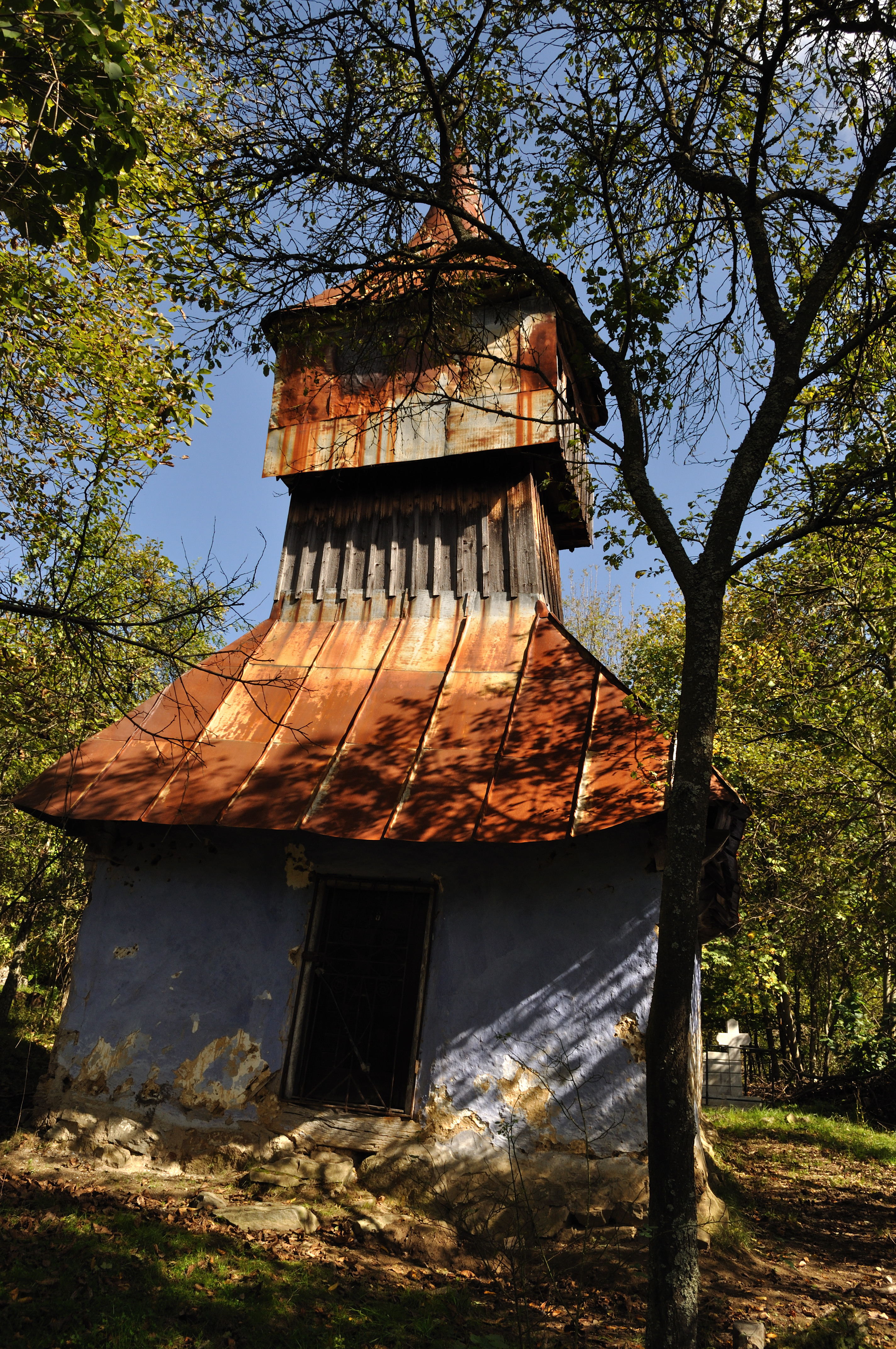
Biserica (vest)
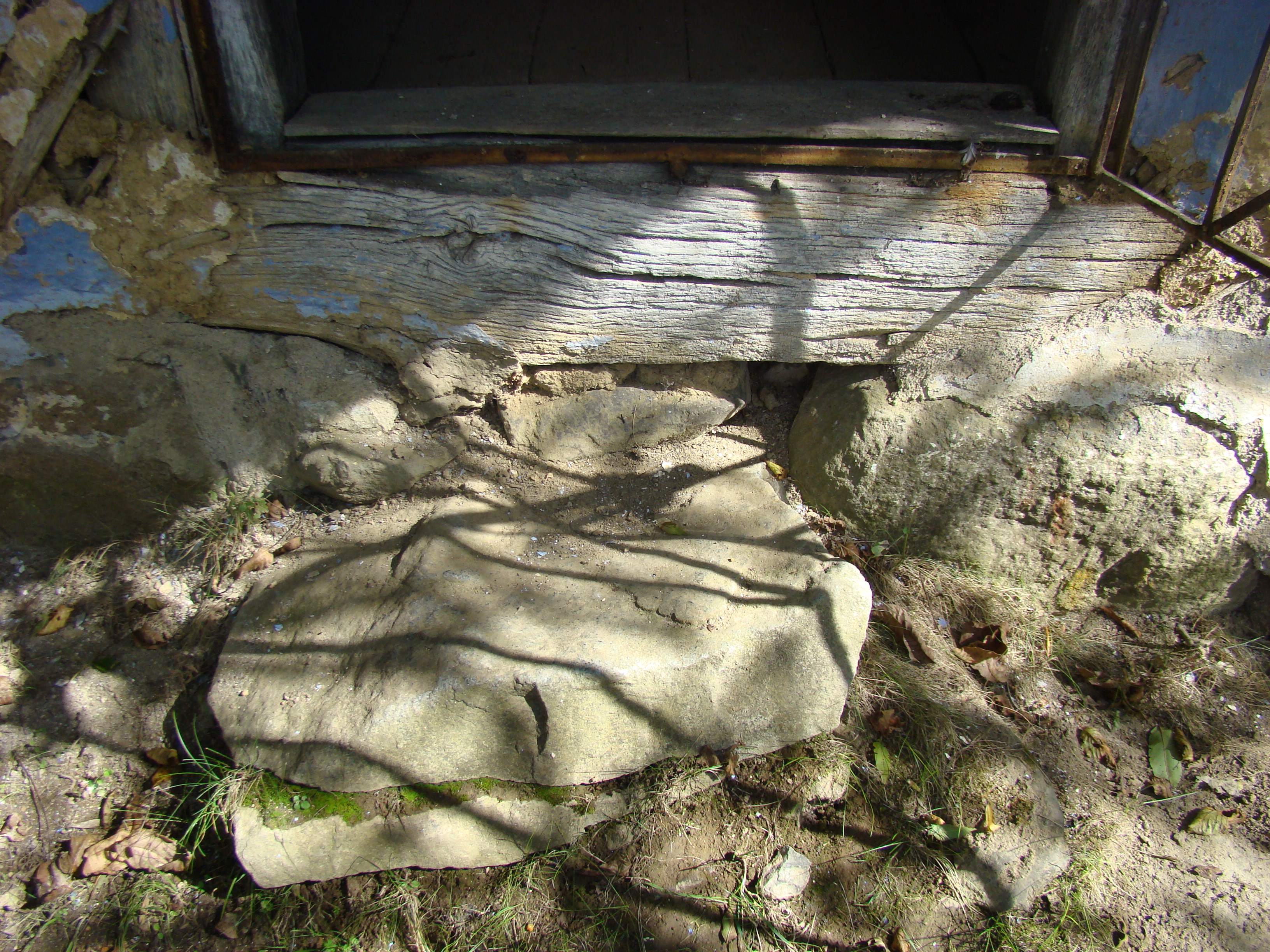
Talpa bisericii (vest)
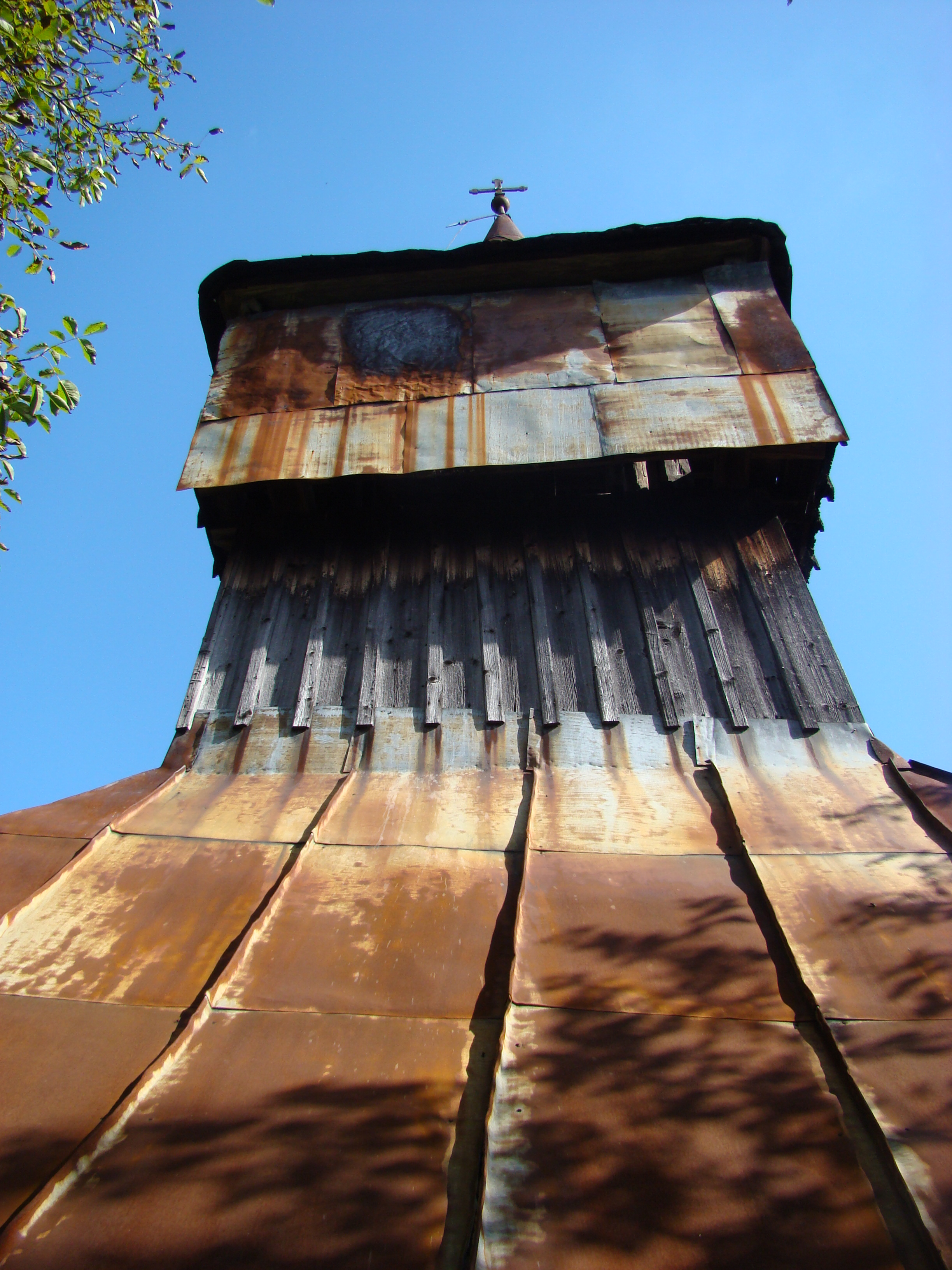
Turnul
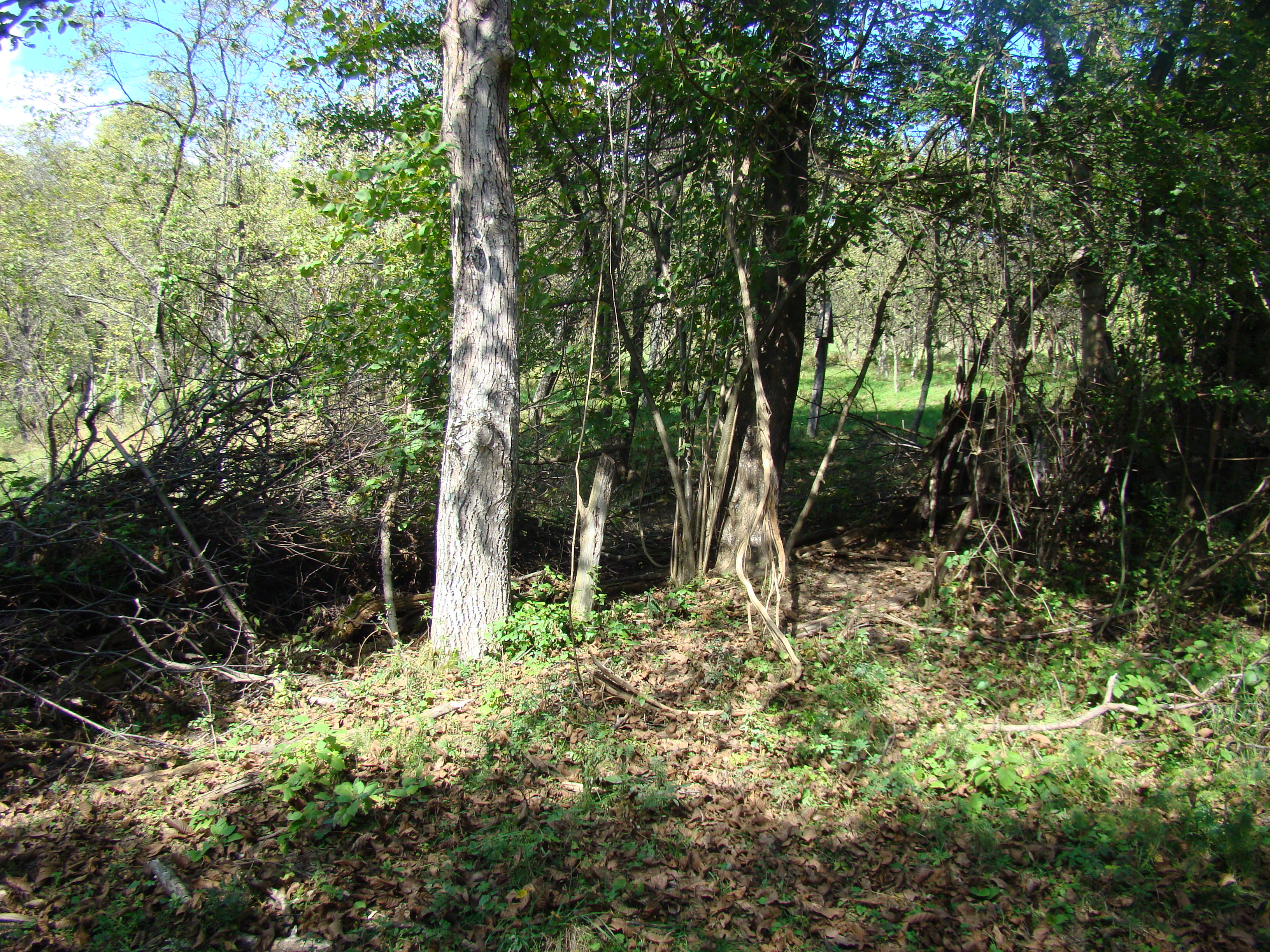
Împrejurimile bisericii
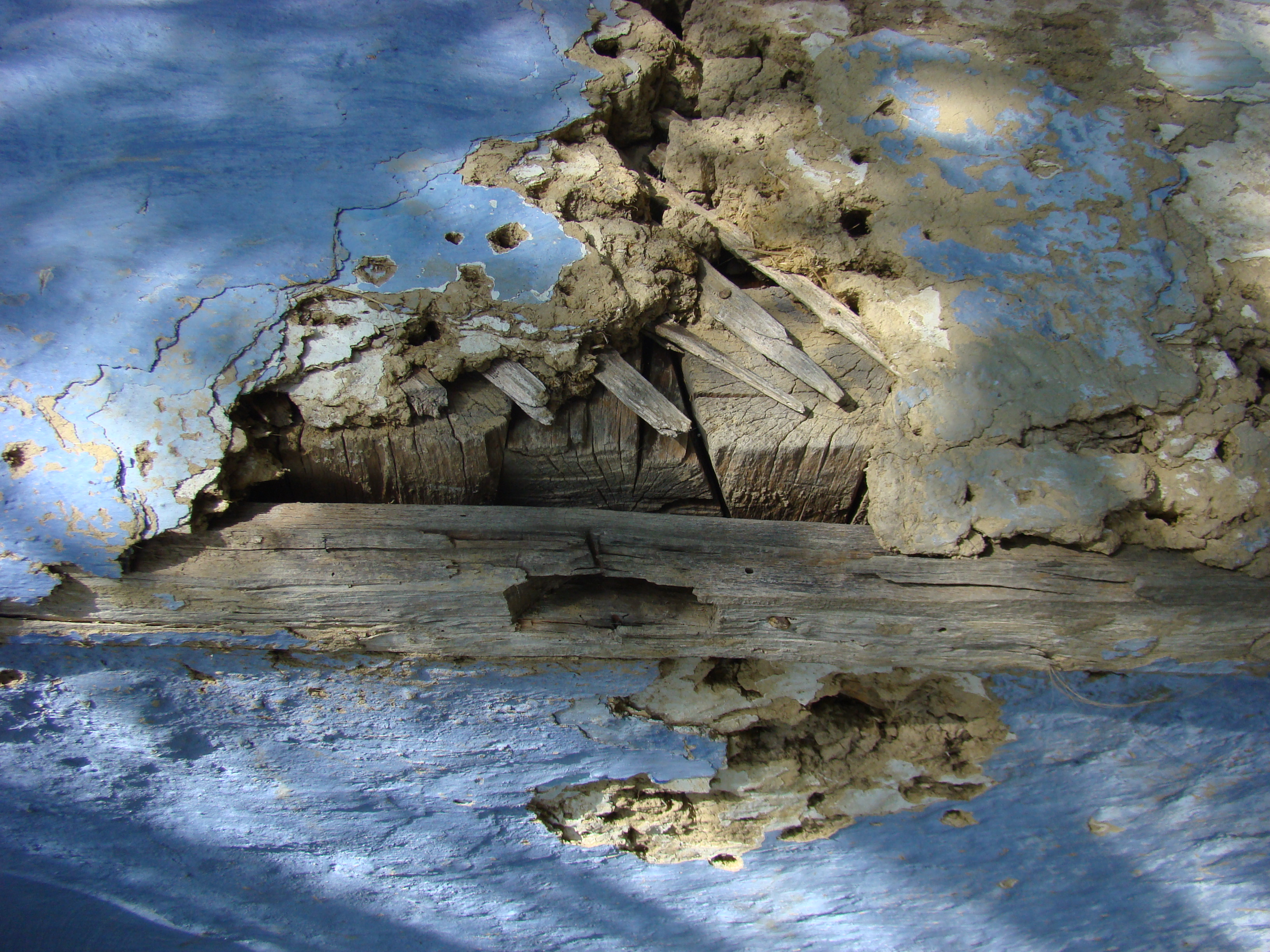
Lemn sub tencuială
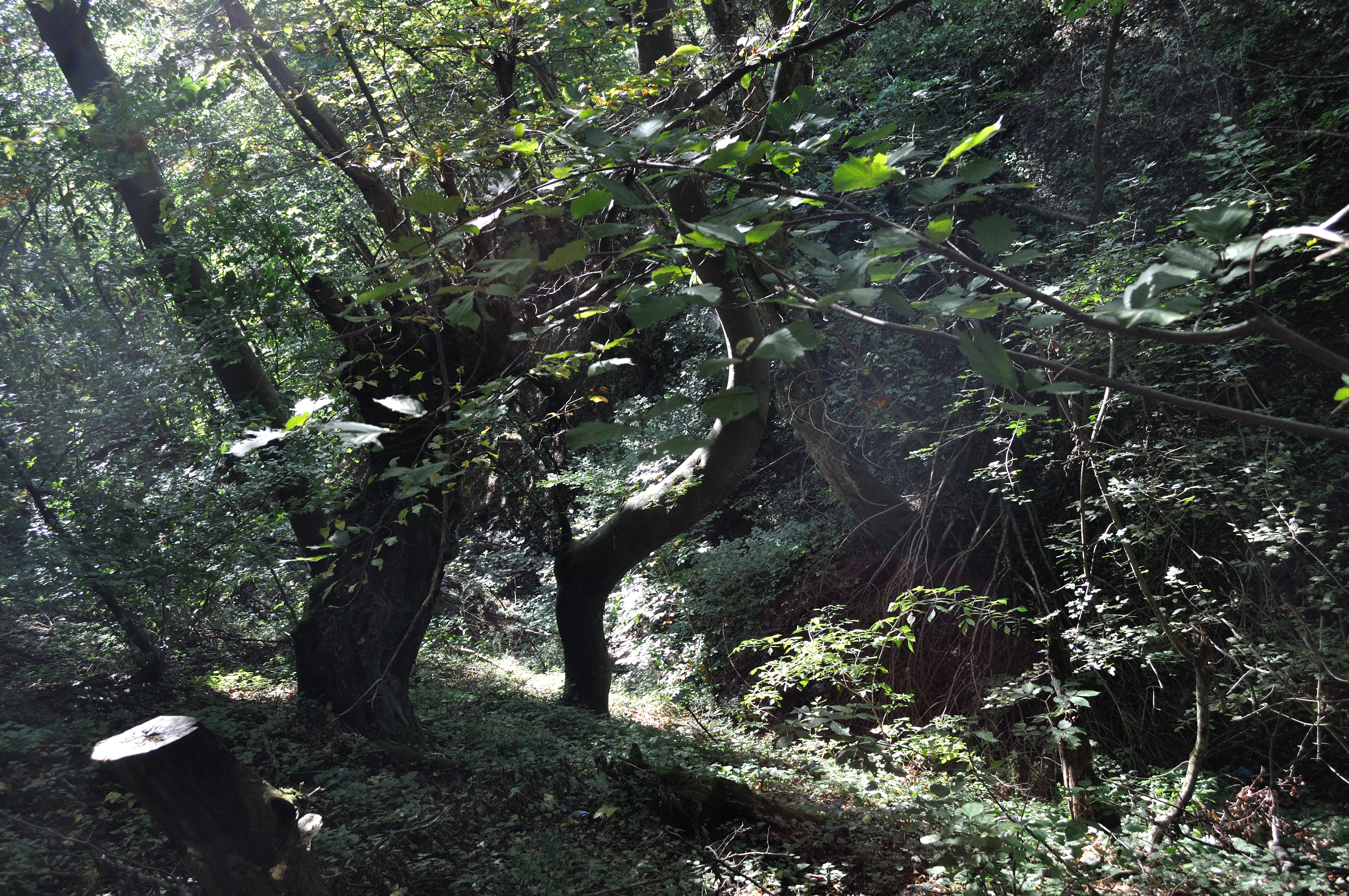
Împrejurimile bisericii
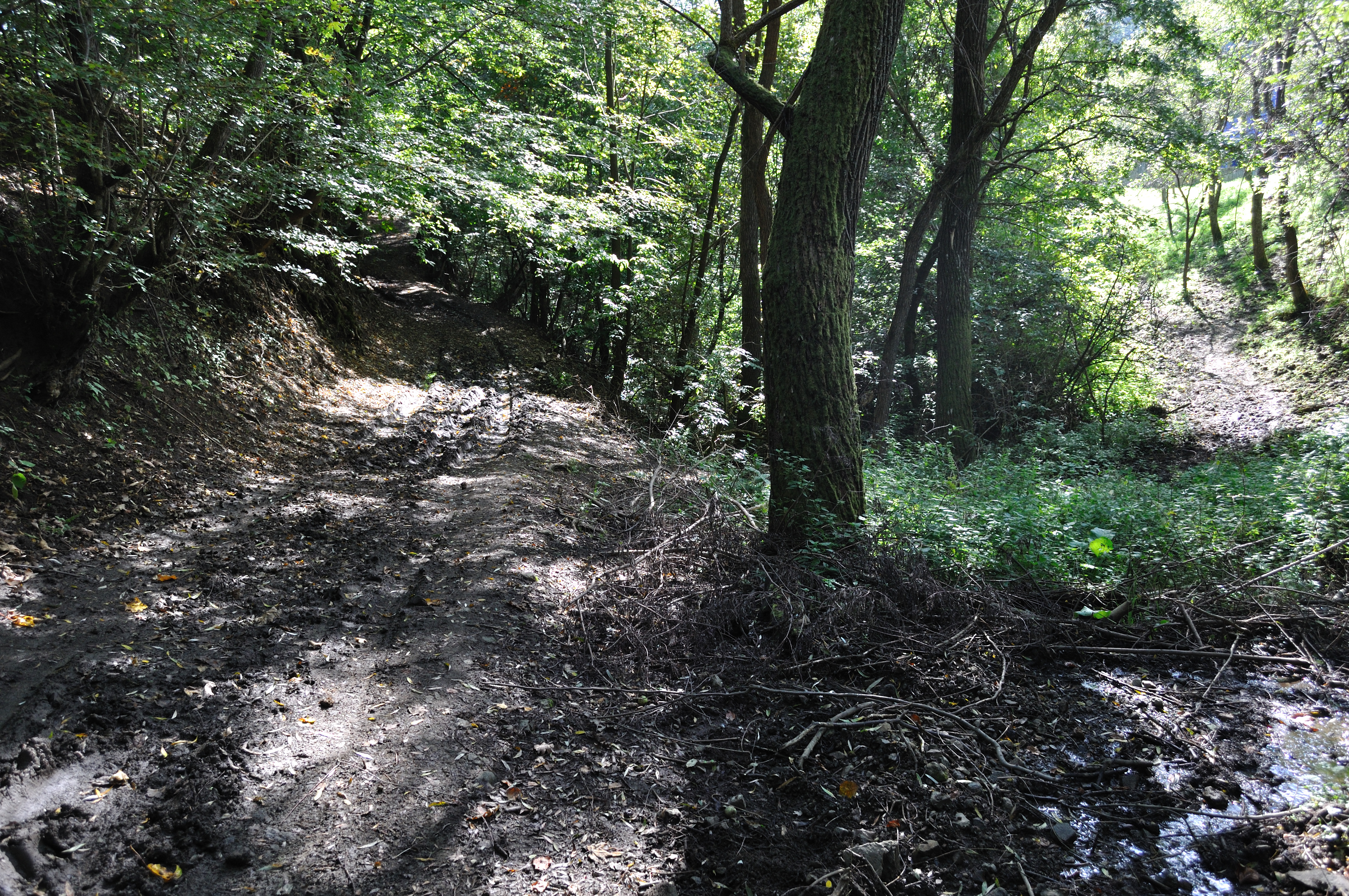
Împrejurimile bisericii
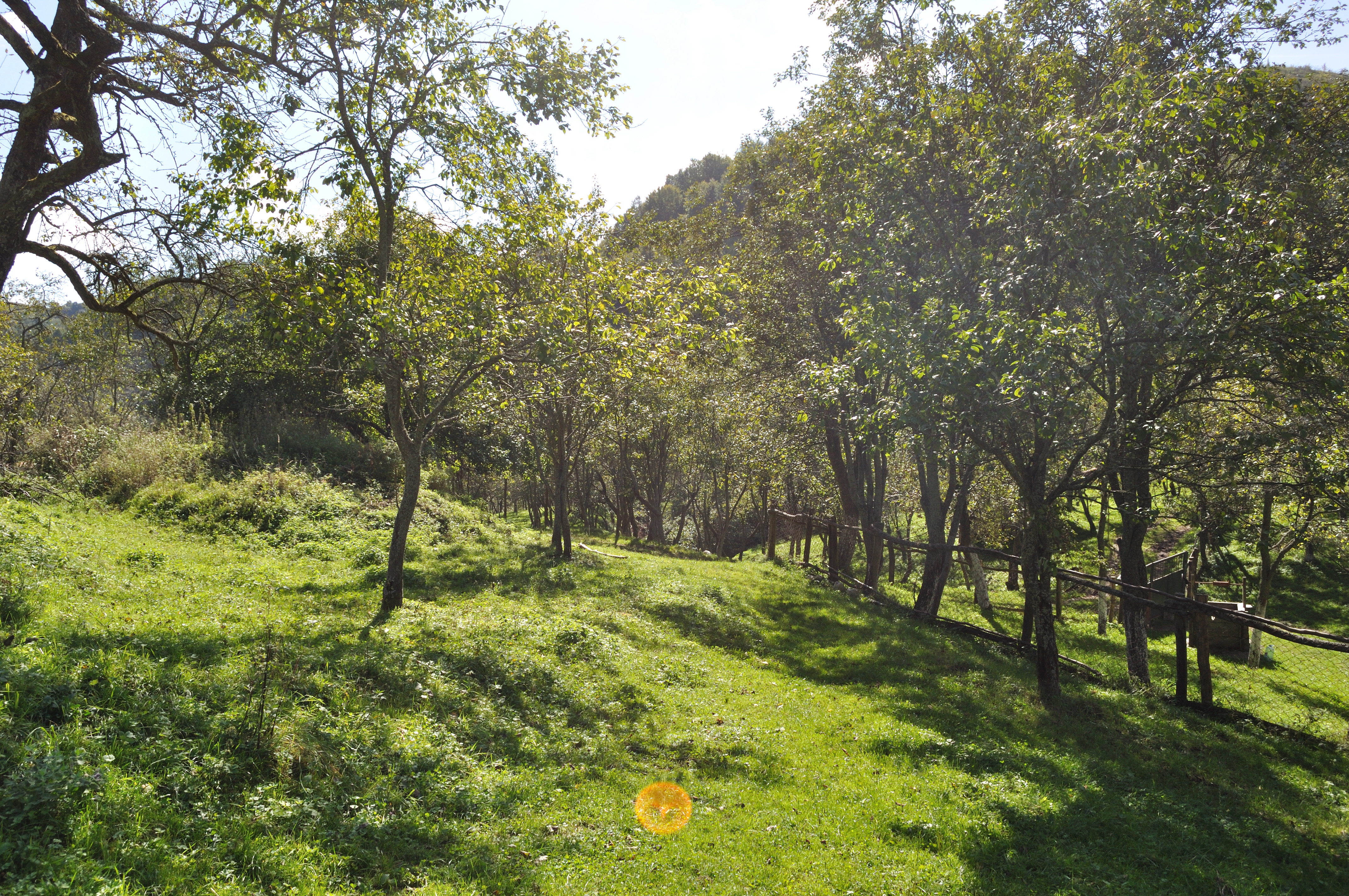
Împrejurimile bisericii
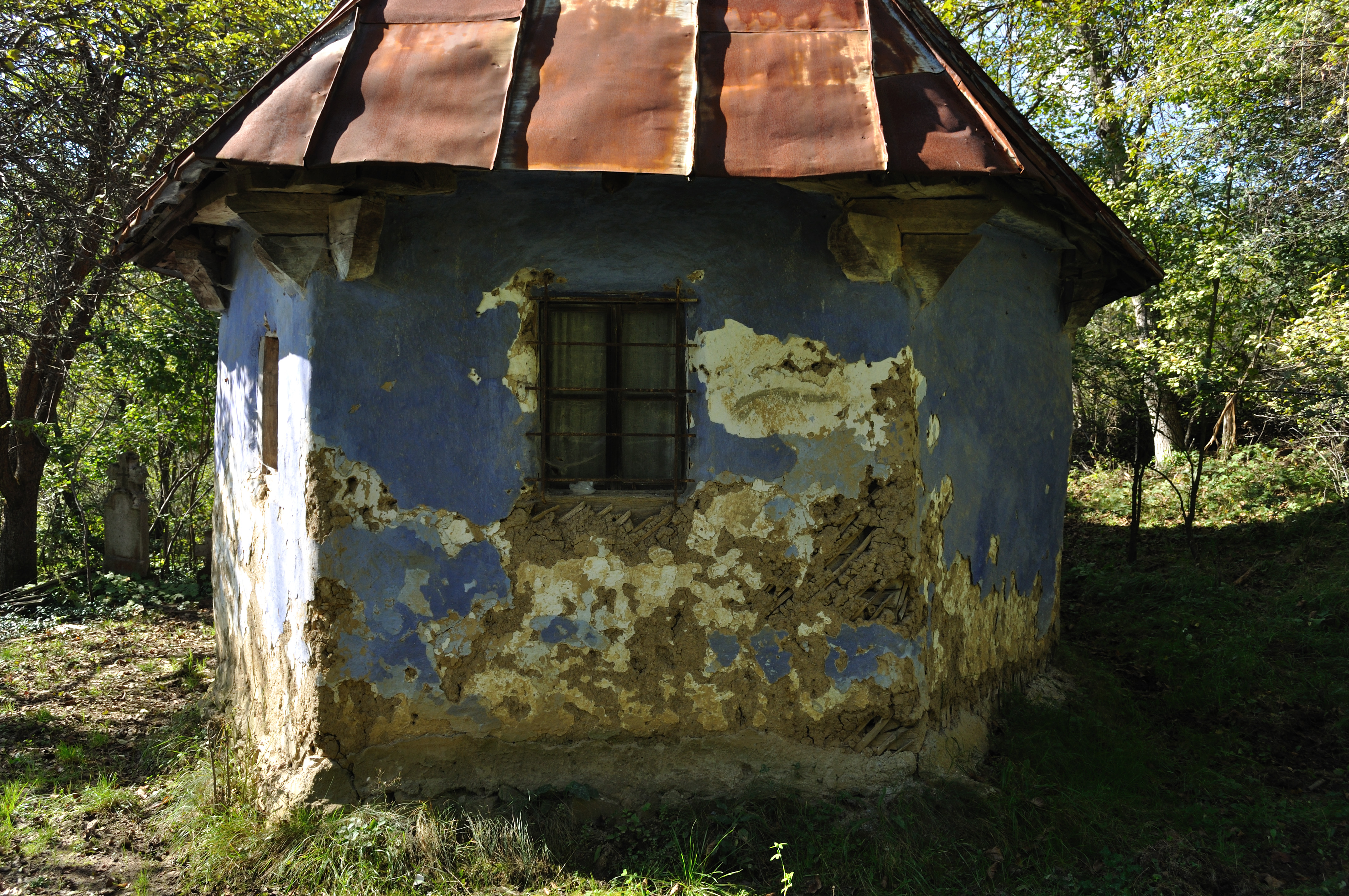
Absida altarului
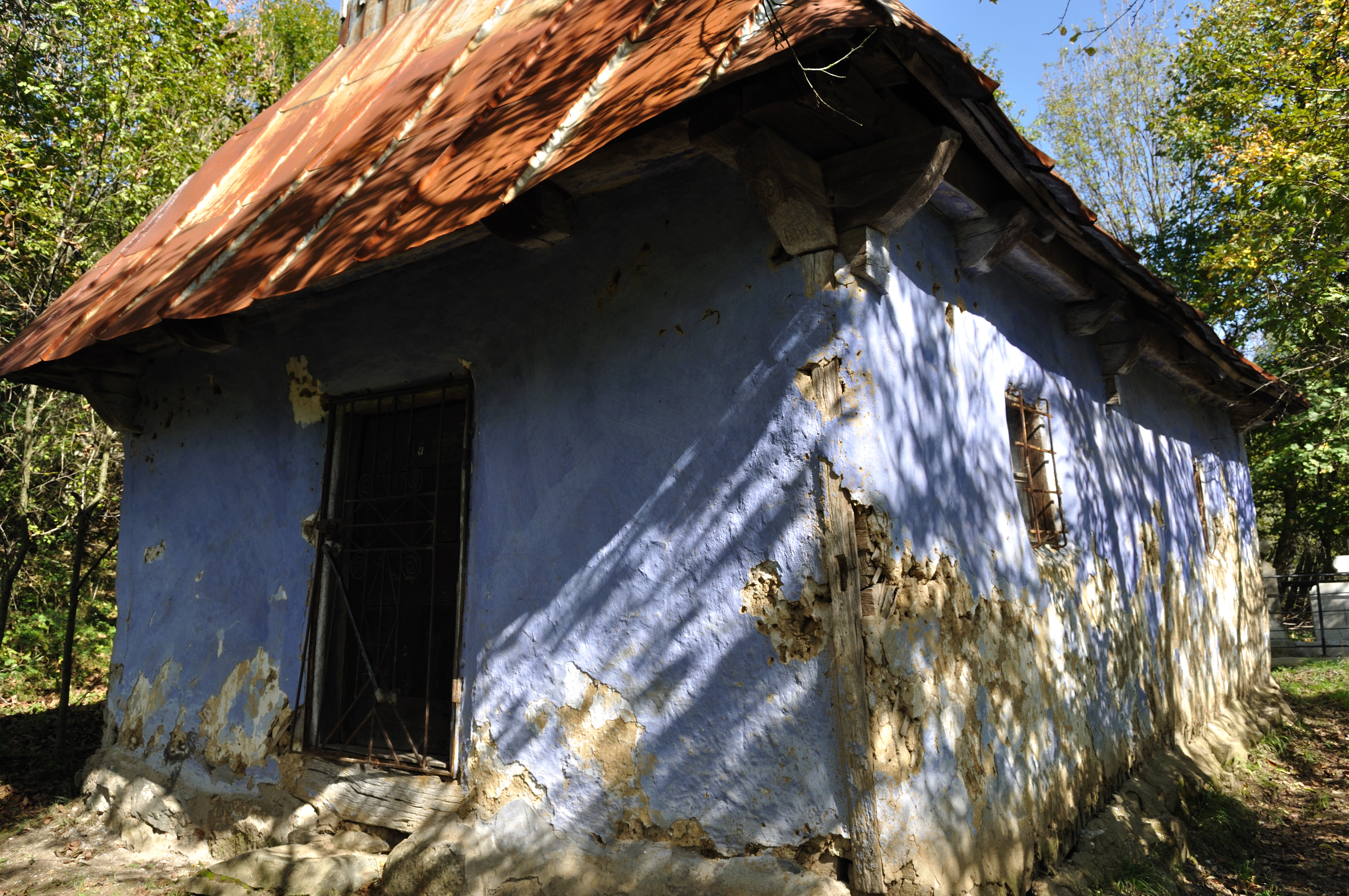
Latura vestică și cea sudică
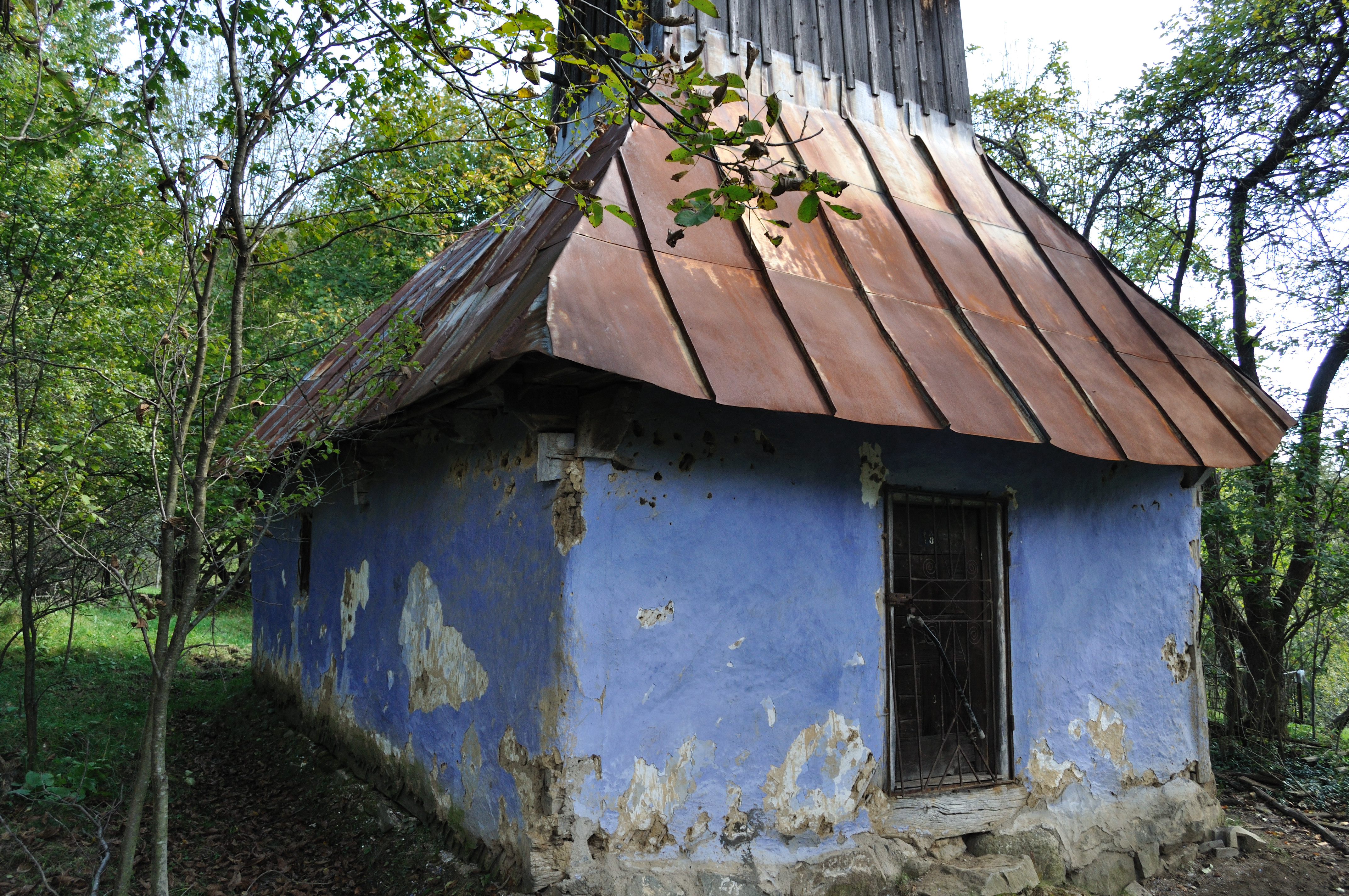
Latura vestică și cea nordică
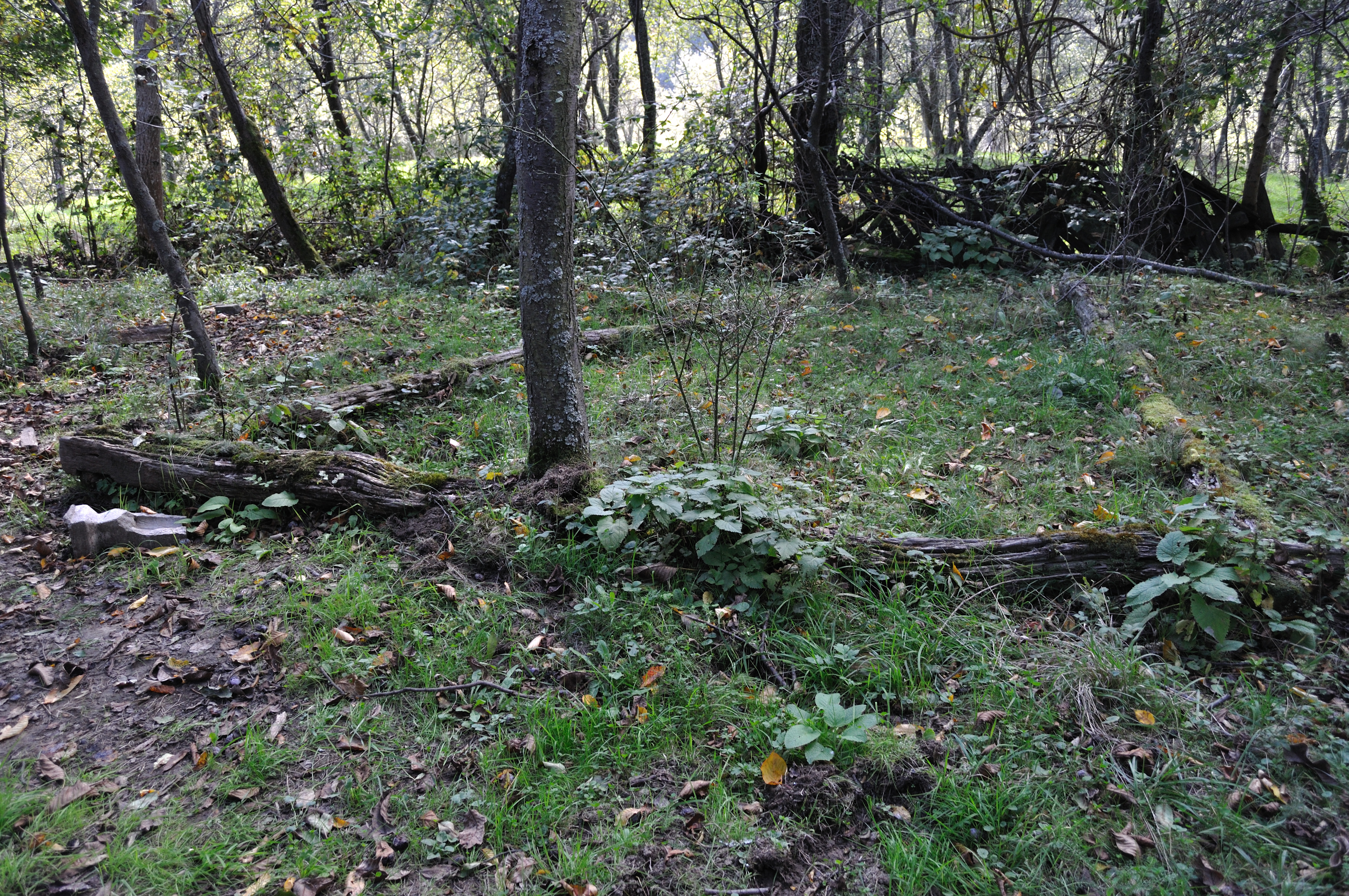
Împrejurimile bisericii (scaunul de judecată)
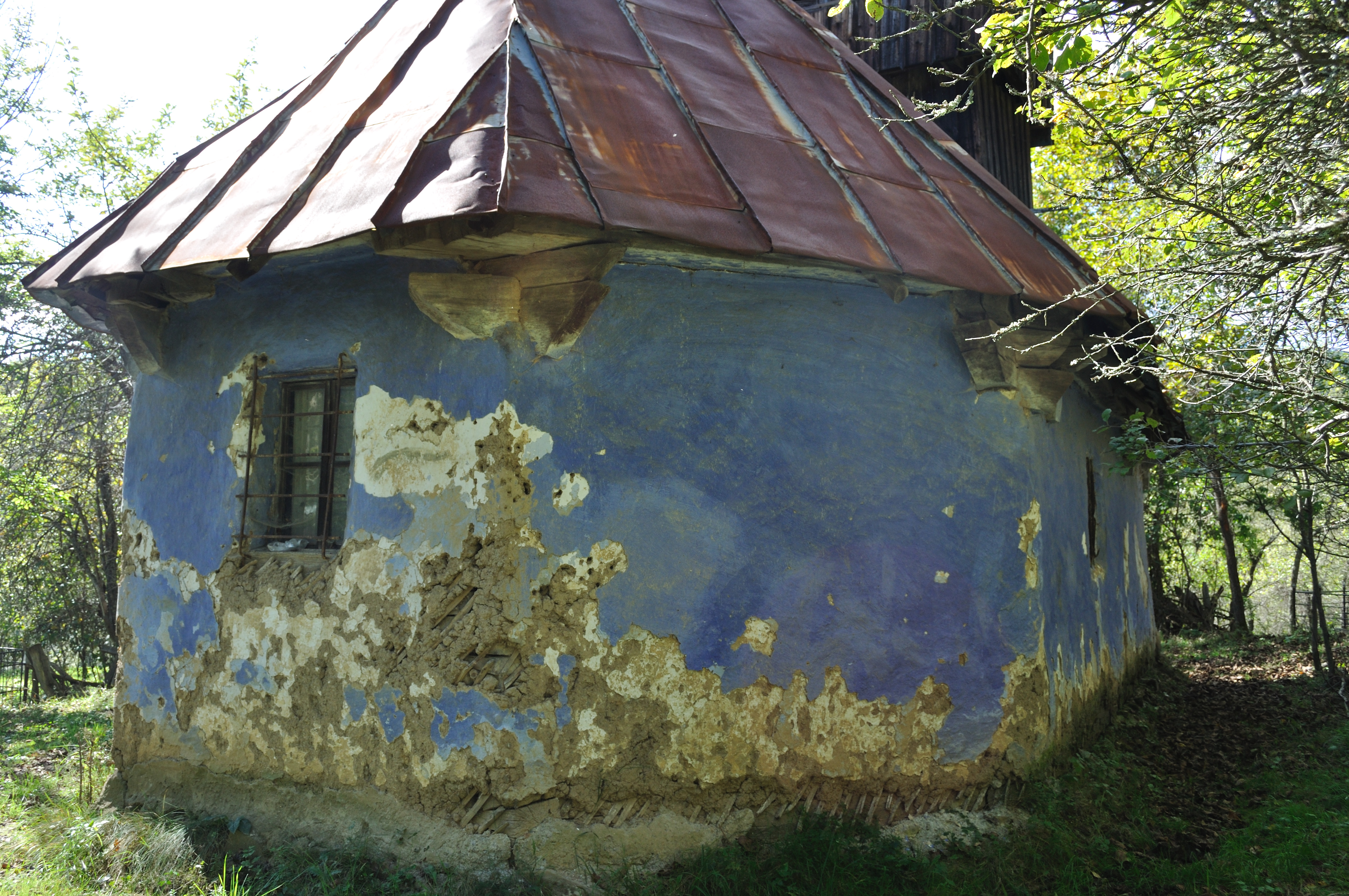
Absida altarului
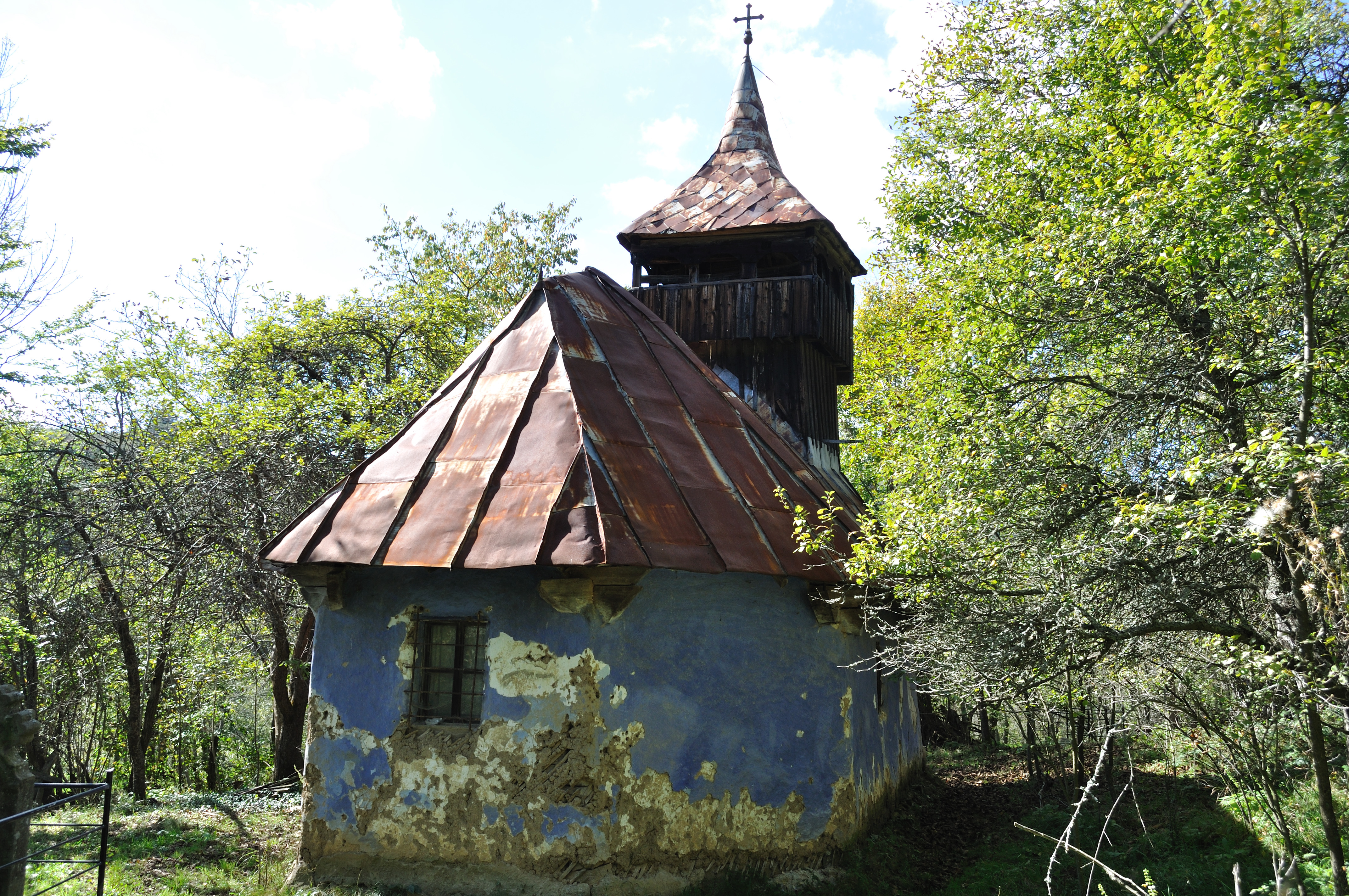
Biserica (est)
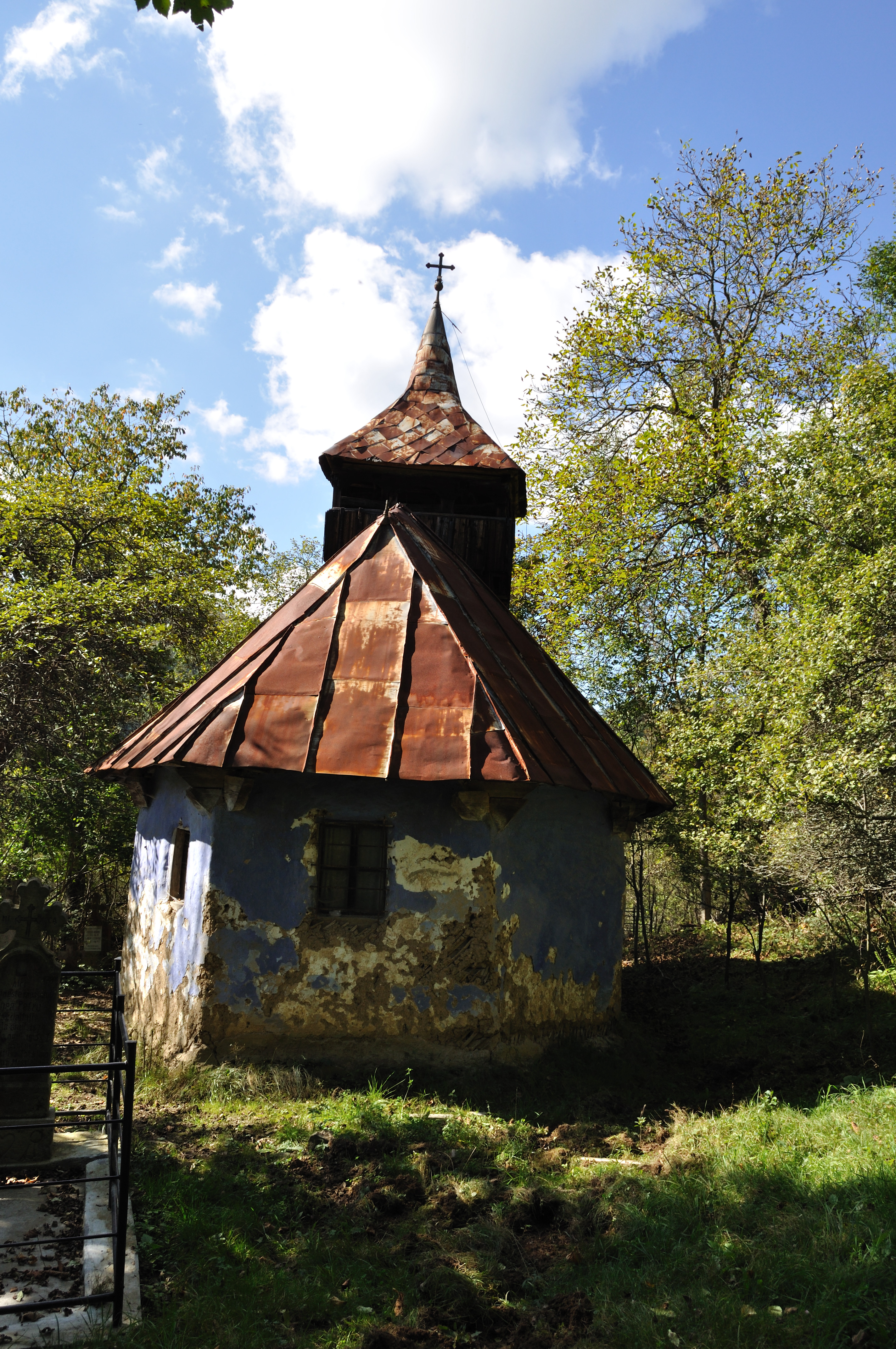
Biserica (est)
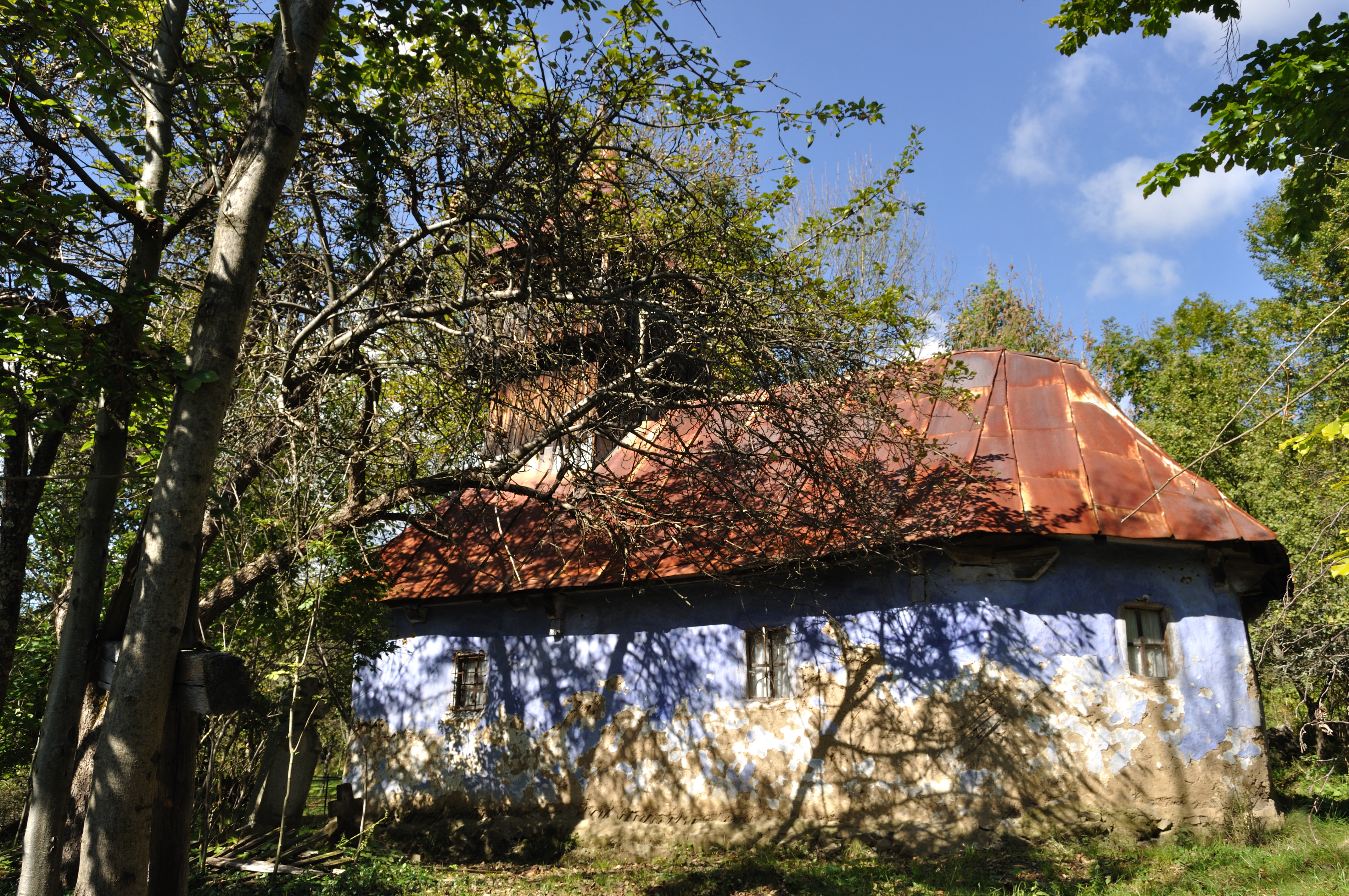
Biserica (sud)
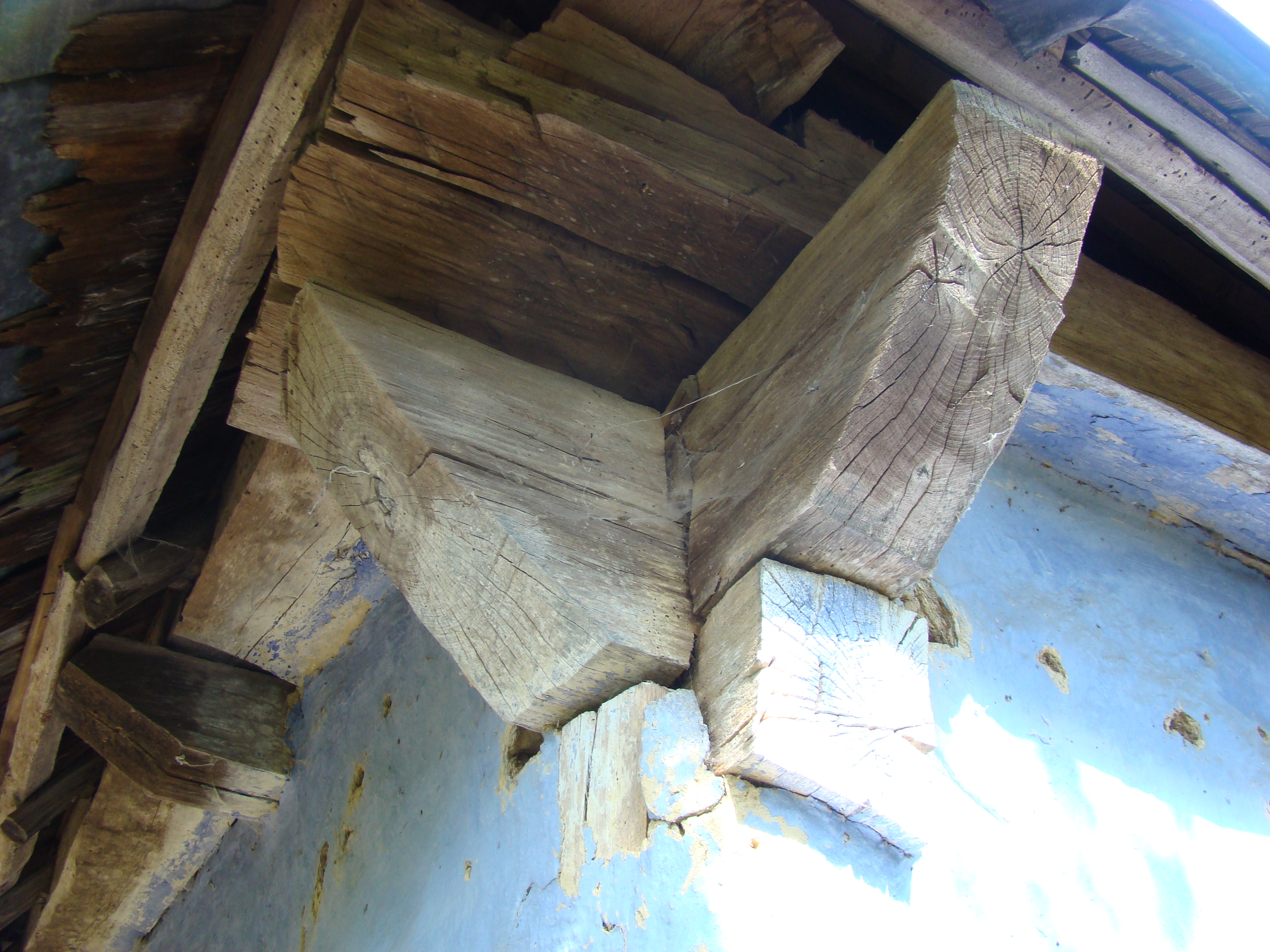
Console
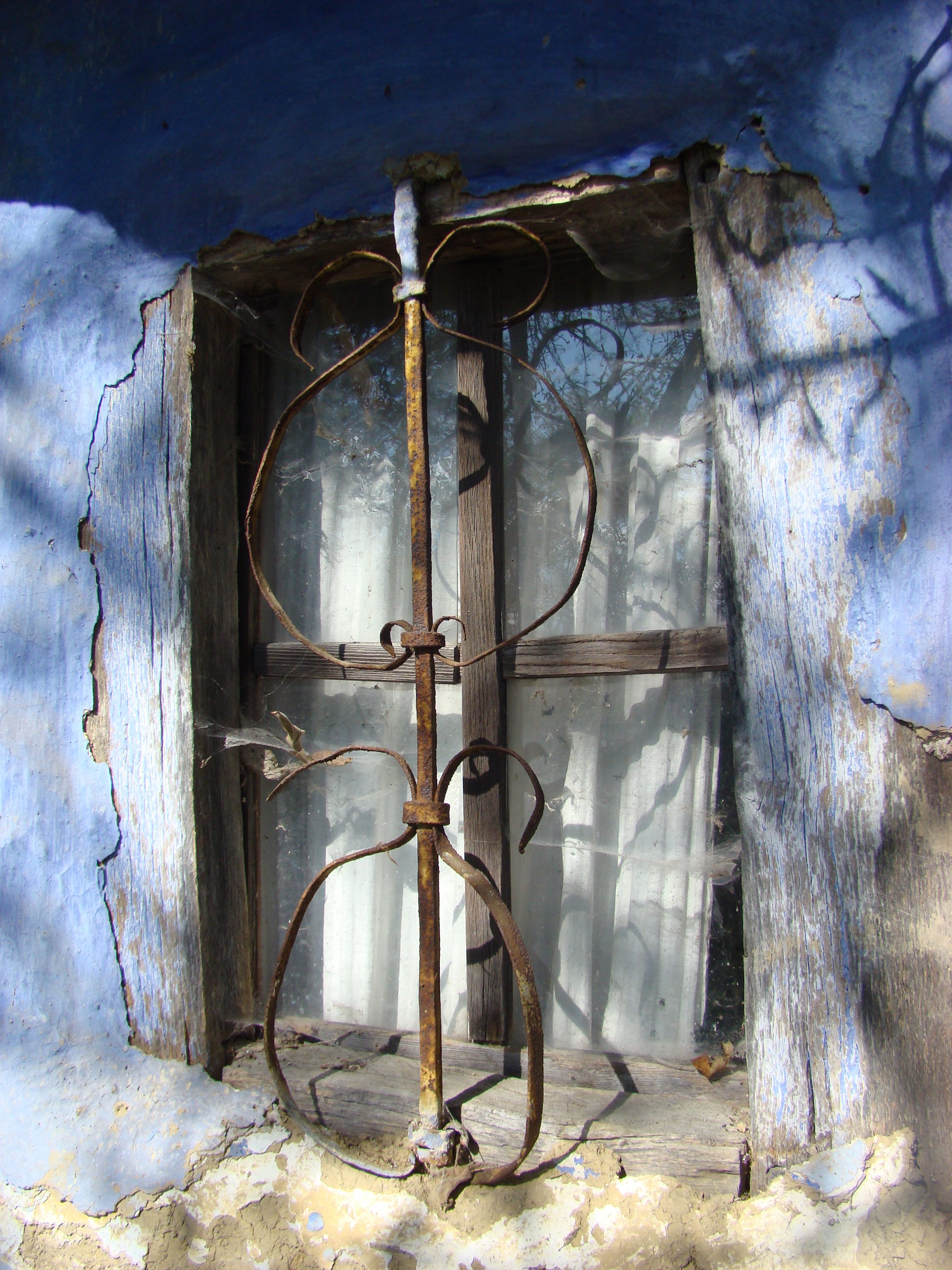
Fereastră
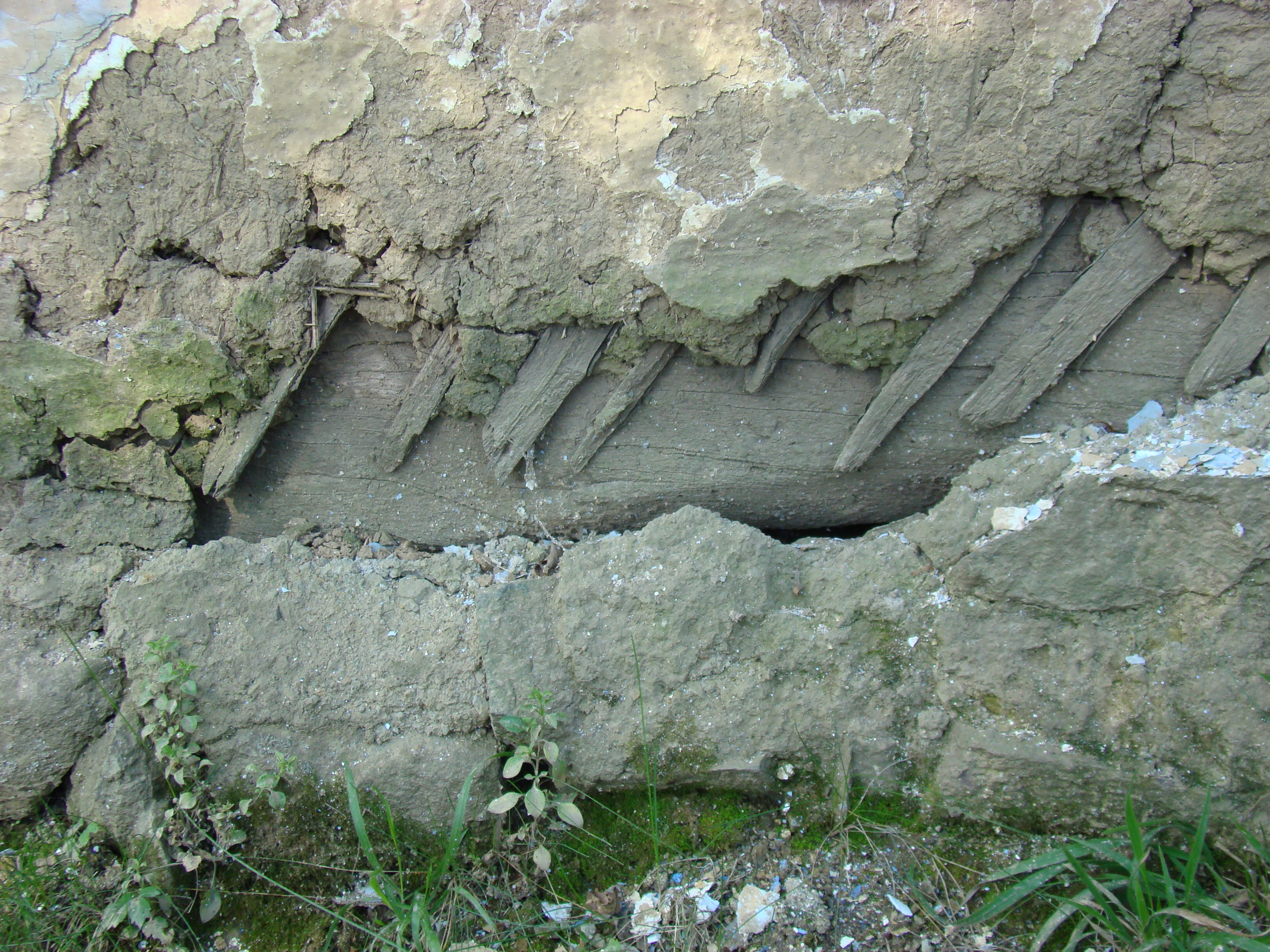
Lemn sub tencuială
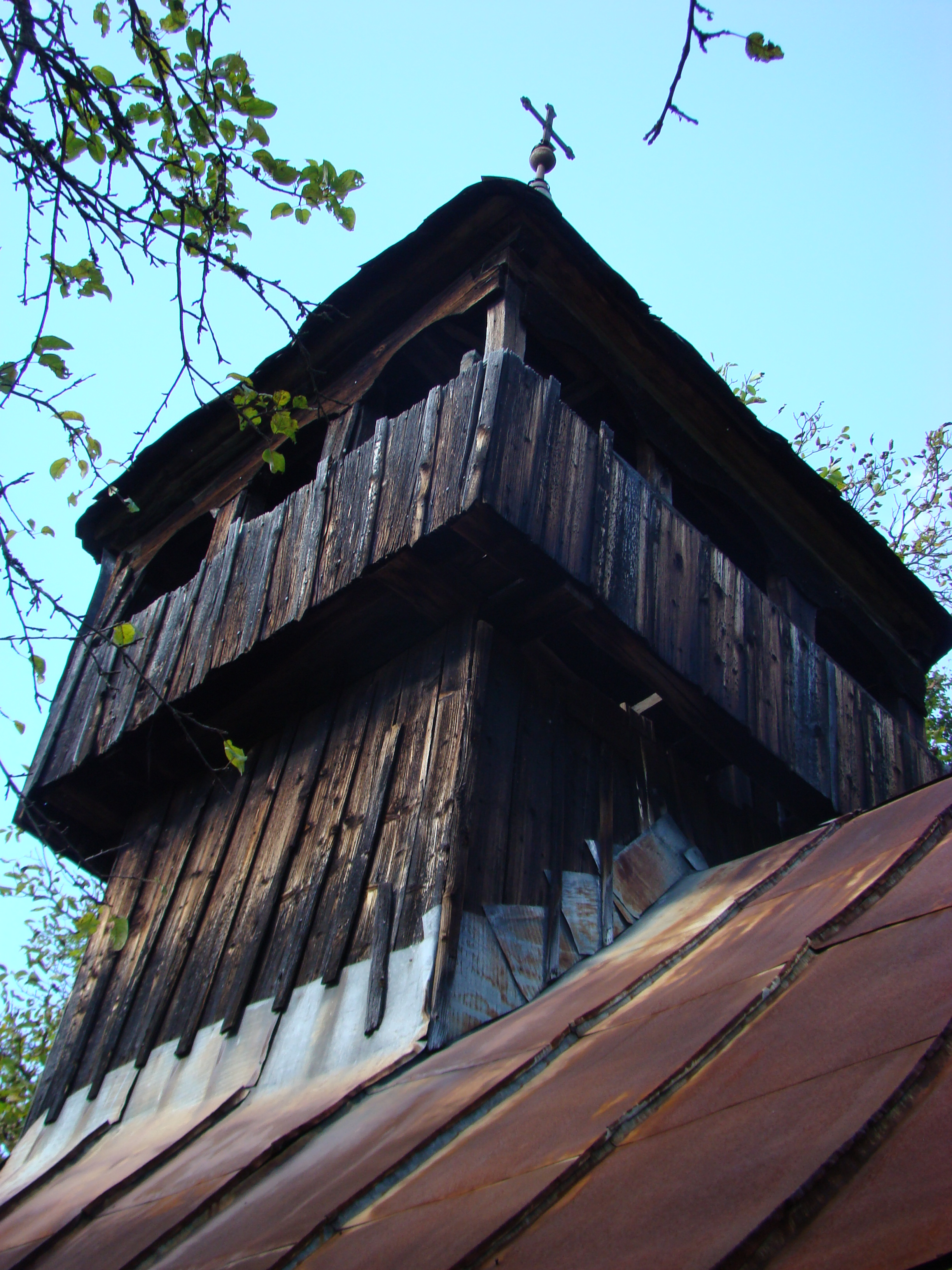
Turnul
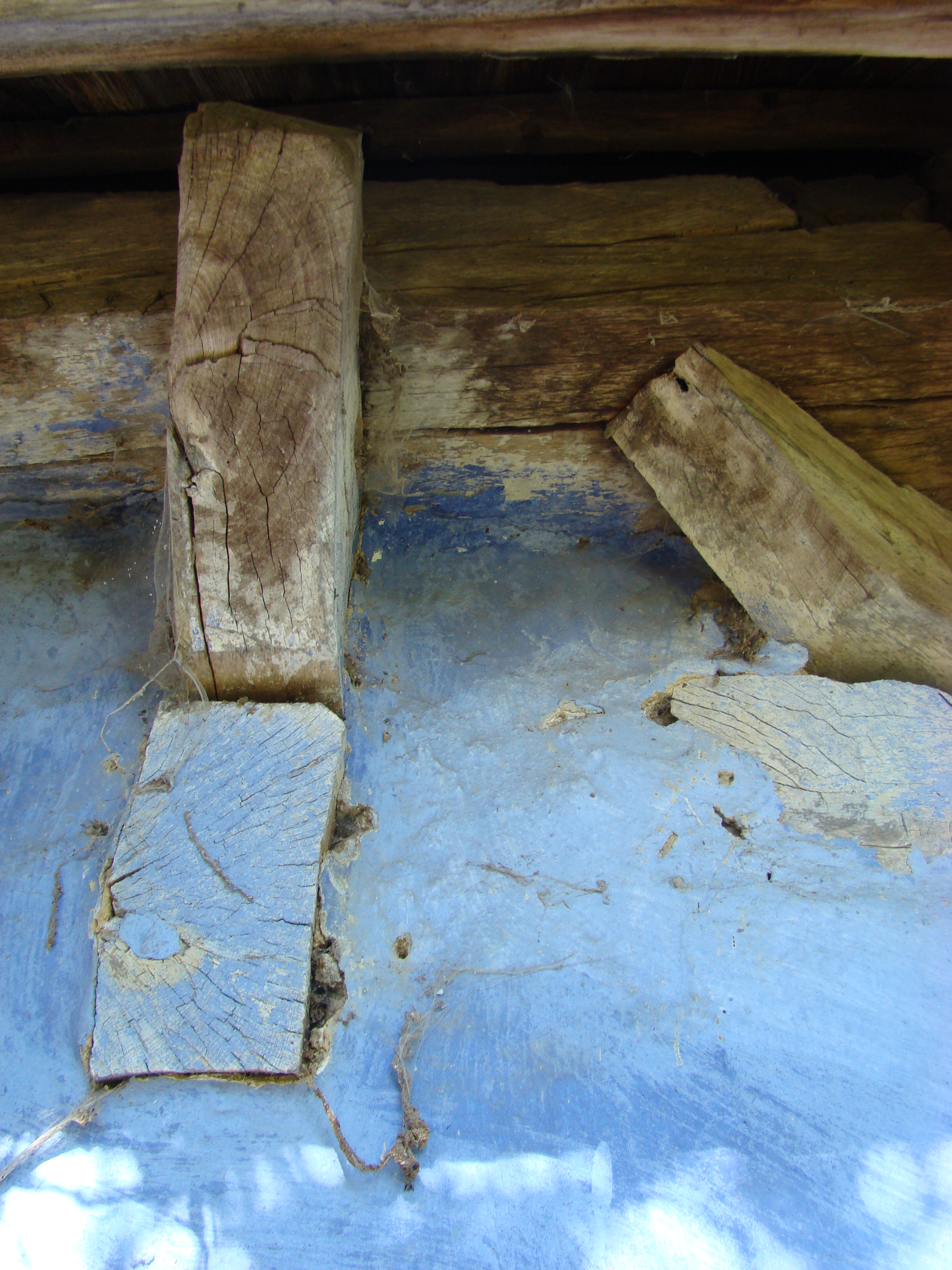
Console
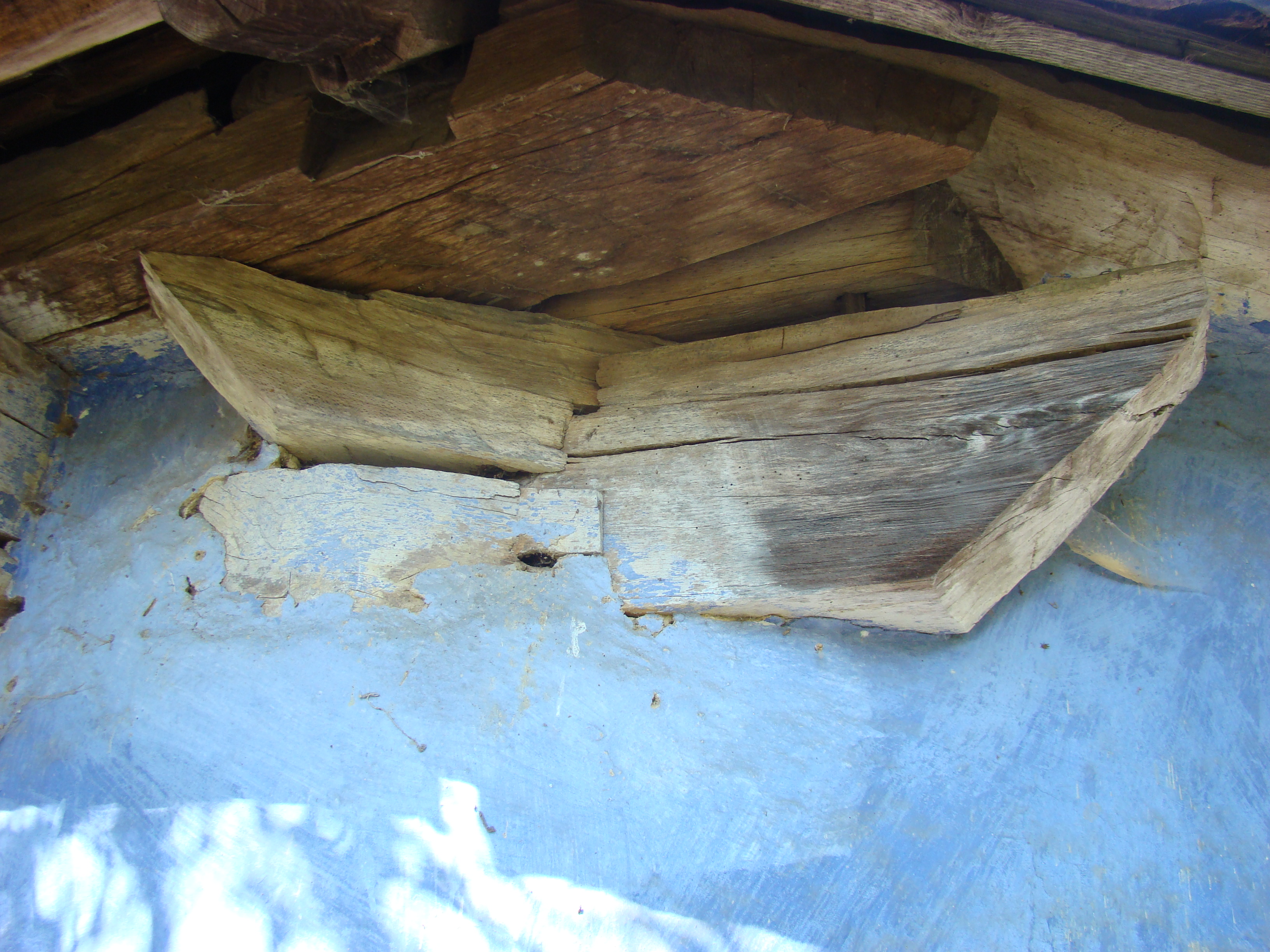
Console
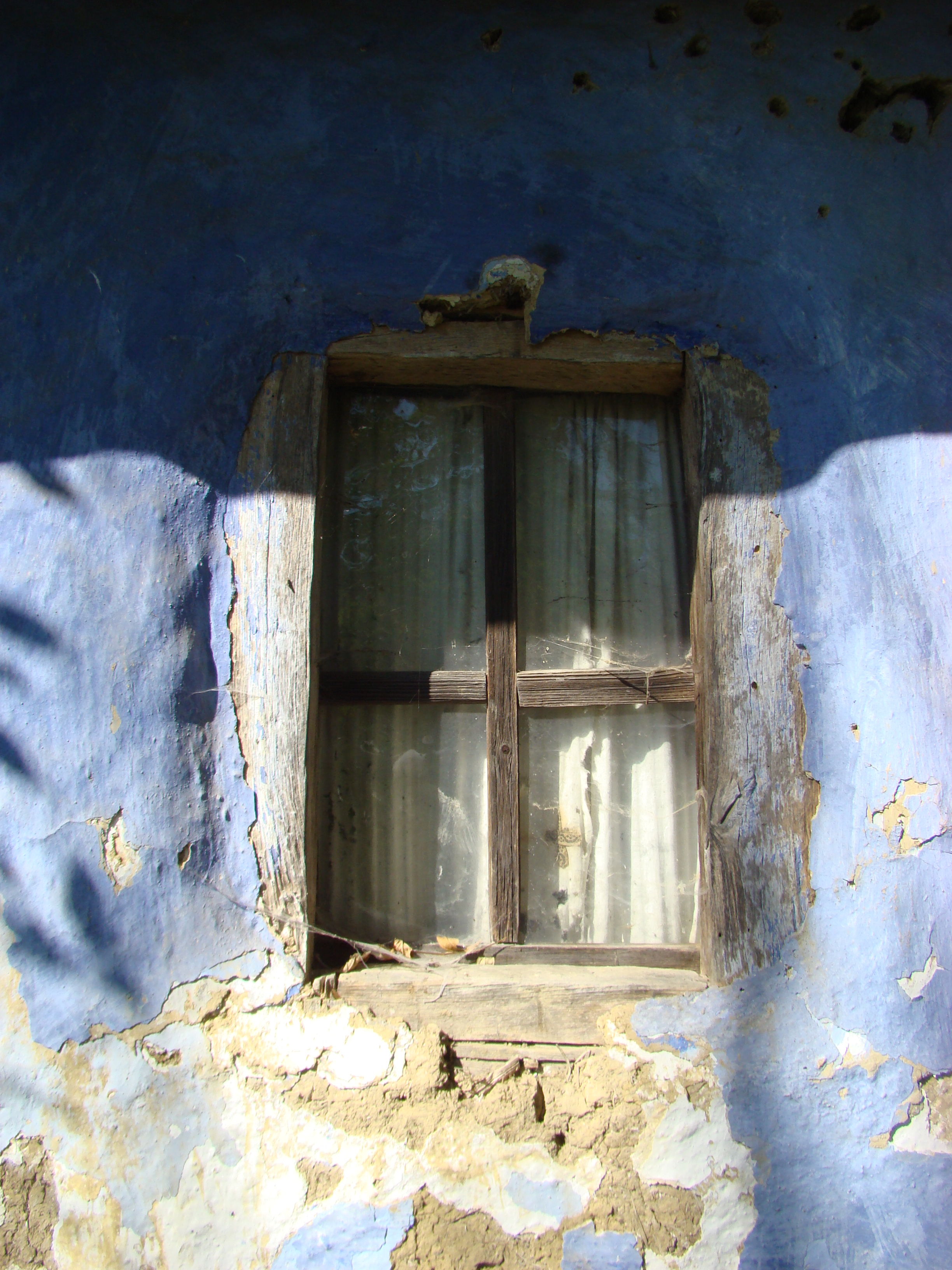
Fereastră
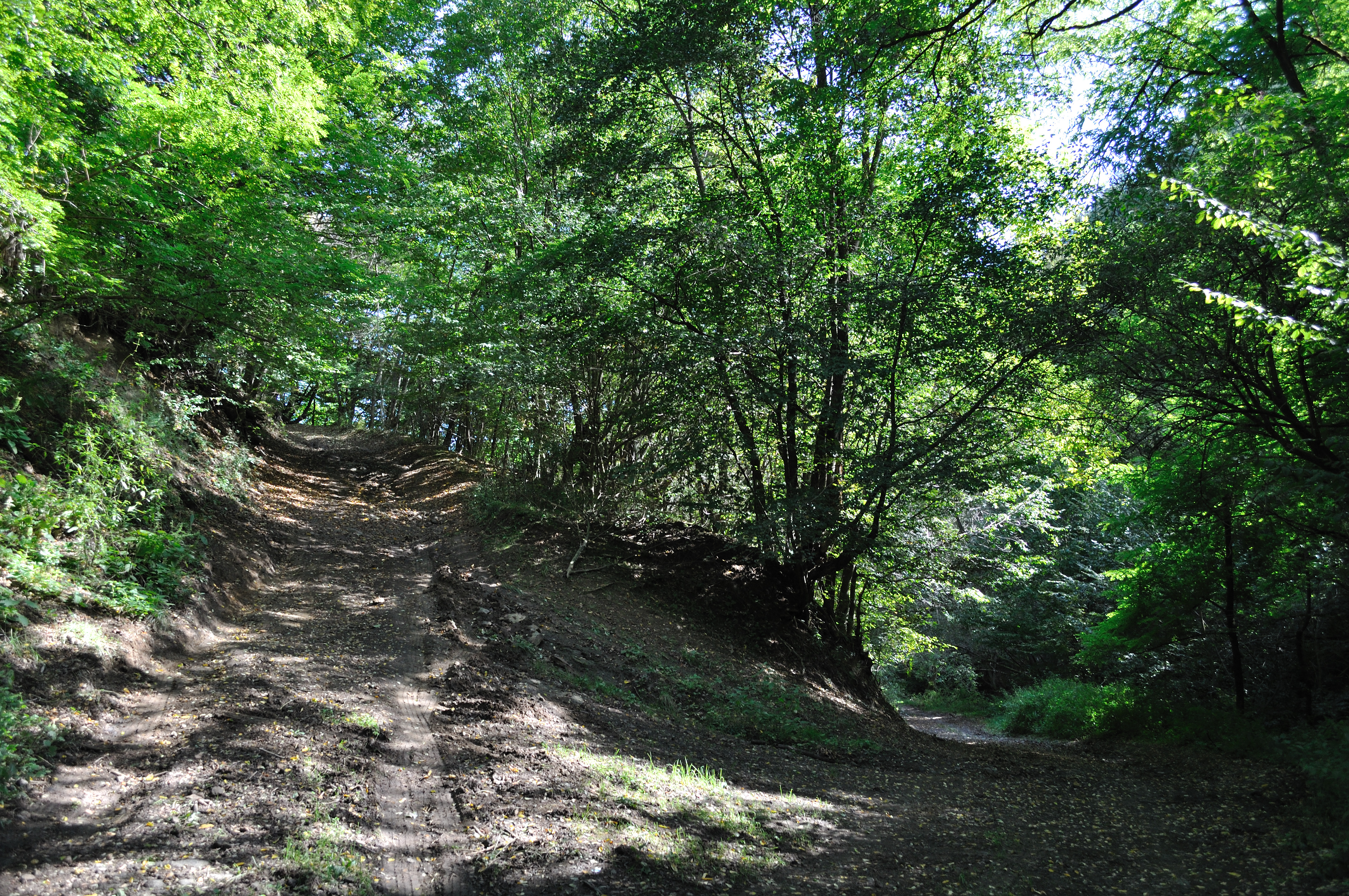
Drumul spre biserică
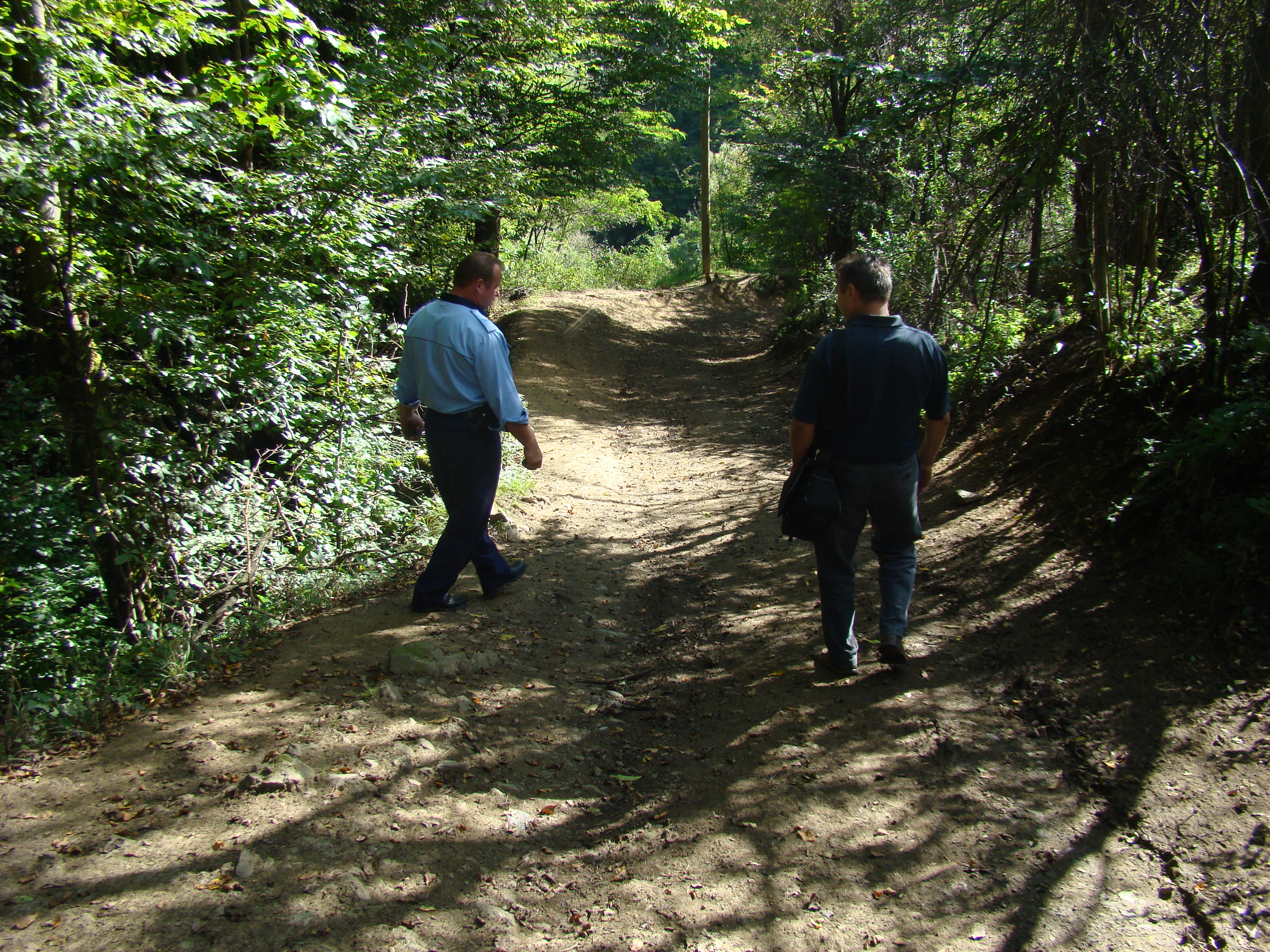
Drumul spre biserică
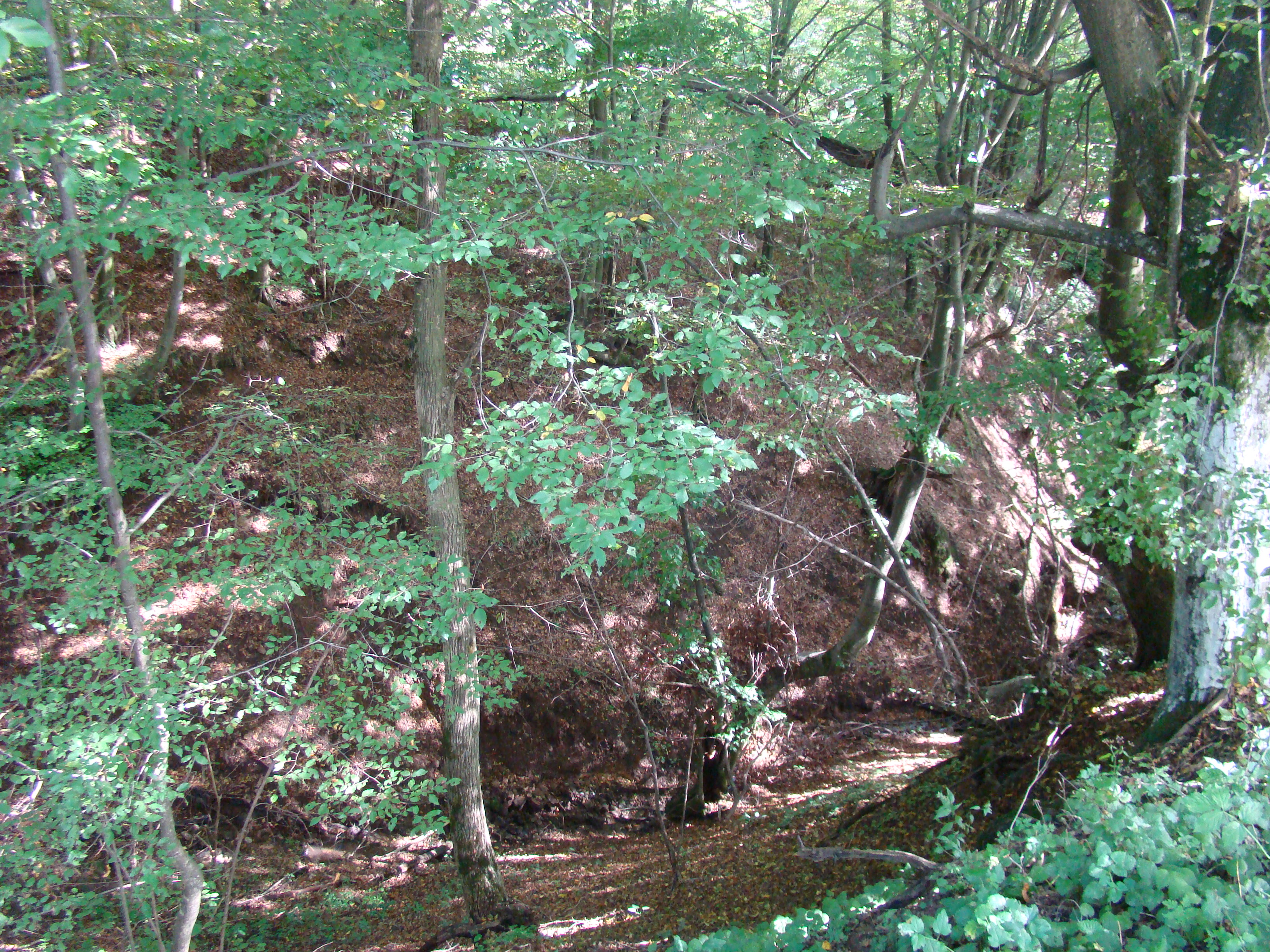
Împrejurimile bisericii
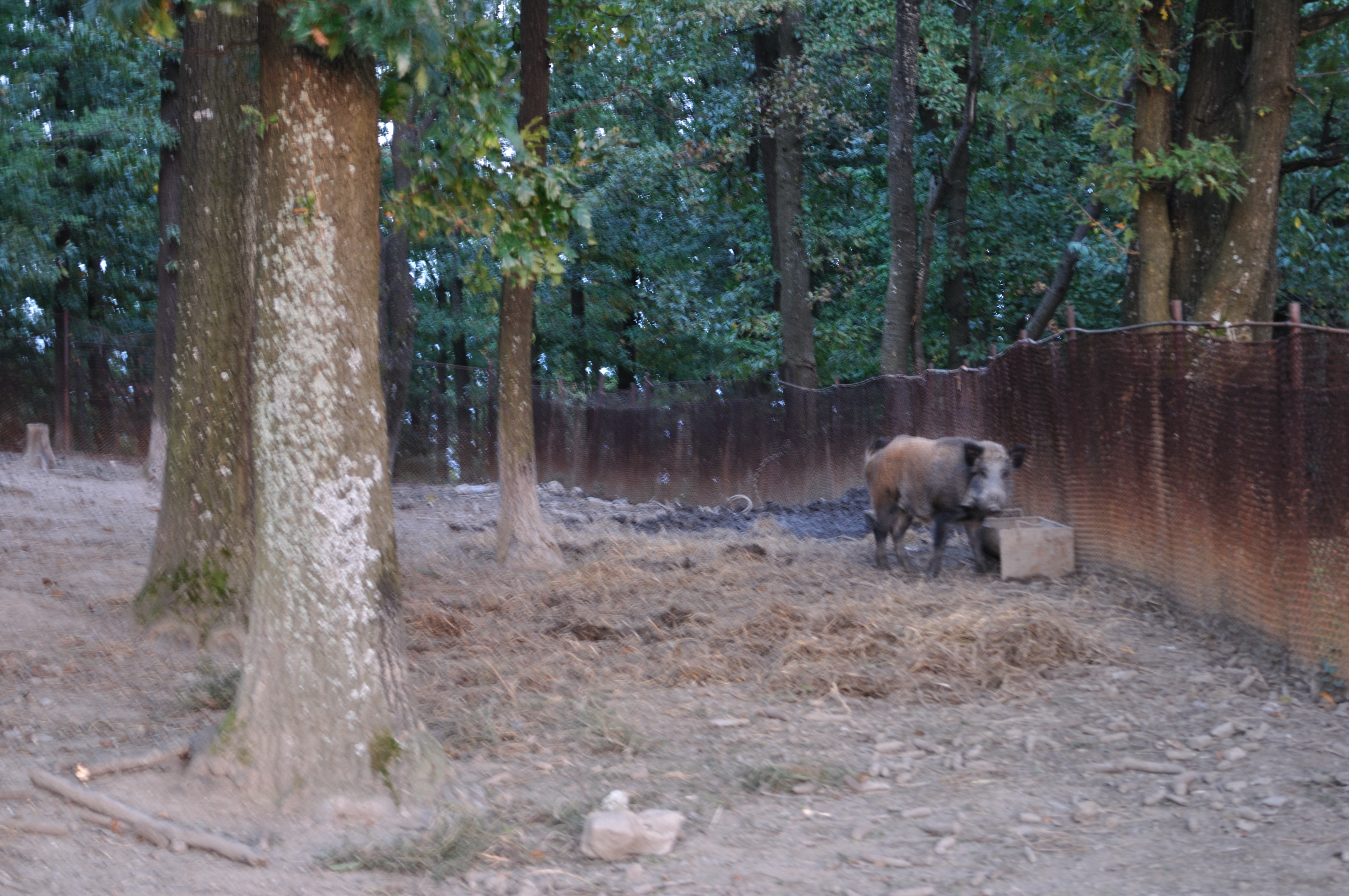
Împrejurimile bisericii